# 今井麻美
今井麻美（日语：／ Imai Asami，1977年5月16日—）是日本的女性聲優、歌手、舞台劇演員。生於東京都澀谷區，長於山口縣德山市、且出身於此。隸屬於EARLY WING。
代表作有《偶像大師》的如月千早、《命運石之門》的牧瀨紅莉等。
本人起的暱稱為，簡稱，今井也會以此自稱。

## 略歷
1977年生於日本東京都澀谷區，後於小學2年級時遷居到山口县德山市（今周南市），因此其官方資料記述的出身地為山口縣。自山口縣立德山高等學校畢業，在次年重考後入讀明治大学文學部文學科（演劇學專攻）。
1998年、就讀明治大學期間，獲艾尼克斯動畫大賞聲優部門試音會大賞。於次年1998年發售的廣播劇CD《刻之大地〜花之王國的魔女〜》中正式聲優出道。2001年，被遴選為廣播節目《智一·美樹的廣播大爆炸》的第1期BGP（助手）。2007年4月5日退出事務所ARTSVISION，經過一段無所屬時期後於同年7月加入Kaleidoscope。
2009年4月22日，發佈第一張個人名義的單曲《Day by Day/Shining Blue Rain》。同年12月1日自Kaleidoscope移籍至EARLY WING。
在2010年8月16日發售的OVA《紧扣的星星》中首次擔任主角角色配音。
自2010年12月25日舉辦首場個人演唱會起，每年都會在生日的5月前後以及年末的12月前後舉辦演唱會。2012年4月18日，獲Fami通大獎2011女性聲優獎。
2016年10月1日，開設官方同好會「+A members」。

## 人物

### 活動相關
2009年12月，於會場宣佈與同事務所的聲優喜多村英梨組成2人團體「ARTERY VEIN」。ARTERY意為动脉、VEIN意為静脉，今井擔任靜脈一角。
演唱會以樂團「+A」為演奏進行演唱。樂團名稱由廣播《今井麻美的Singer Song Gamer》聽眾中征集以及投票決出。今井稱「+A」的成員也包括參加演唱會的全體粉絲。此外，今井還參與了原由實的歌手出道單曲《HANABI》的製作以及擔任樂曲副唱。
在個人專輯《COLOR SANCTUARY》、《Aroma of happiness》、《Precious Sounds》、單曲發售時，都曾與卡拉OK連鎖店PASELA、Anime Cafe Sugar等店鋪合作開設商業搭配咖啡店（通稱）。所有的店鋪都設有由今井親自思考提出的主菜、甜點等4-5種原創菜色。咖啡店開設期間，今井本人也會到訪每家店鋪。
2013年10月12日，在Machi Asobi會場中以成員身份獲任命為德島觀光大使。

### 性格、興趣、嗜好
是歌手佐田雅志、中島美雪、谷山浩子，以及動畫作曲家梶浦由記的歌迷。
是《JoJo的奇妙冒险》的忠實讀者，在宣佈參演PlayStation 3遊戲《JoJo的奇妙冒險 群星大對決》後，在廣播《IM@STUDIO》第93回中稱「沒有《JOJO》就無法講述我的人生」。此外，對《JoJo》系列25週年企劃的動畫化、遊戲化，身為粉絲的今井雖然非常高興，但卻未獲參演邀請，身為聲優非常不甘心，曾一度不再公開稱自己是《JoJo》的粉絲，但在參演消息公佈之後在《今井麻美的Singer Song Gamer》、《IM@STUDIO》、《BULURAJI》等廣播中表達了喜悅之情。
喜歡的料理是咖喱飯。喜歡的飲料是咖啡，喜歡程度更甚於红茶。此外，對芒果、甲殼動物等食物過敏。

### 交友關係
和中村繪里子私交甚篤，在手機電話簿登錄號碼至「家族」群組，並且會將名稱登錄為以方便聯絡。在廣播節目中今井還會對暴走的中村予以嚴厲的吐槽，例如（傻的嗎！）之類。在2004年5月3日到2006年期間、於「itv24.com」進行的網路直播節目《PreStar》中，可以常見兩人的肌膚之親，例如今井曾經數度趁著酒勢緊密接觸中村、在至近距離凝視、甚至親吻臉頰等遠遠超出中村程度的暴走情事，此類場景也被工作人員視為是「萌情境」（萌え的なもの）。
今井和中村兩人還在《PreStar》中結成雙人團體「A.I.E.N」。2007年2月10日，A.I.E.N在PASELA RESORTS銀座店中舉辦首次自主活動「今井麻美·中村繪里子的A.I.E.N EVENT〜情人節感謝祭〜」。
與自由主播池田惠美是自大學時代起的親友，也是經常一同去海外旅行的伙伴。

## 逸事
- 《智一·美樹的廣播大爆炸》的助手職務結束後，與事務所全體人員一起慰勞旅遊時，對關智一把装有假精液的保險套丢在自己棉被上的惡作劇發怒，因此個人履歷曾經故意不記載參演《智一·美樹的廣播大爆炸》的經歷（此事關智一本人也曾在節目內笑語帶過）；關智一還曾在廣播中講「想要今井回想起AV女優時代的事然後進行全裸Cosplay」（今井麻美さんにAV女優時代を思い出して全裸コスプレをして欲しい）的情色玩笑，所以今井相當討厭關智一[31]。
- 酒量極差，即使是食物裡的些許量也會醉，不過常在廣播節目《THE IDOLM@STER RADIO（日语：THE IDOLM@STER RADIO）》收錄中和共演的高橋智秋同飲。另外，因為酒醉時會呈現暴走狀態，曾經被工作人員將各式酒類撤離工作室（該狀態被粉絲稱為）[32]。
- 由於胸部小而經常被當作話題提起，今井自己也不時會拿來自虐[33]。
- 2006年曾經一度想要放棄聲優，但是因為一直無法割捨對角色如月千早的鍾愛，無法放心交接給其他人配音，所以決定堅持下去。結果，她不僅逐漸拓展戲路，也愈來愈常接觸到「真正適合自己詮釋」的新工作，讓她終於體悟到能夠成為一位聲優，是多麼快樂的一件事[34]。
- 2007年5月生日時，被強制加入信仰由高橋智秋提倡所誕生的「23歲教」擔任「患部」（日語音同「幹部」）[33]。
- 在《君望廣播 Still I love you…（日语：君のぞらじお Still I love you…）》第19回最後，在不定期企劃中突然以來賓身分登場，讓明言自己是今井粉絲的導播齊藤K慌張失措[35]。
- 與若林直美一同，作為偶像大師玩家而被廣為人知。其在遊戲中的製作人名為[36]，今井尤其鐘愛角色高槻彌生，也必定會把中村出演的角色天海春香加入隊伍中[37]。2007年9月5日發售的專輯《THE IDOLM@STER MASTER ARTIST 08 水瀨伊織（日语：THE IDOLM@STER MASTER ARTISTF#08 水瀬伊織）》中收錄的由水瀨伊織（釘宮理惠飾演）演唱的樂曲，還被今井聽了2000遍以上[32][38]。
- 偶像大師系列樂曲之一的中，唯獨如月千早獨唱版本以斷音的唱法進行演唱。這是因為今井在錄製這首樂曲時，在需要可愛地演唱的部分頻頻NG，最後只好採用這種唱法進行重錄[39]。

## 演出作品
※粗體字為主要角色。

### 電視動畫
2000年
- 銀裝騎攻 ORDIAN（日语：銀装騎攻オーディアン）（神月奈緒、少女、電視新聞主播等）

2001年
- （少年時代的菲歐、護士、女子等）
- 銀河天使（少年、搭便車的少年、熒幕聲）
- 鋼鐵天使2式（學生、晚輩、店員）
- 心之圖書館（圖書館員）
- （女子、記者）
- 漫畫派對（女子）
- 新白雪姬傳說（英子）
- （小孩）
- （女子）
- CHANCE～TRIANGLE SESSION～（日语：チャンス〜トライアングルセッション〜）（小孩）
- 動感小子（日语：パラッパラッパー）（小孩）
- （院生）
- 宇宙人形17（中島七海）
- 魔力女管家（安藤）

2002年
- 朝霧的巫女（女學生）
- 犬夜叉（花店店員）
- 鬼眼狂刀（侍女、小太郎）
- Weiß Kreuz Glühen（？）
- 盗贼王JING（？）
- 銀河天使Z（廣播）
- 鬼眼狂刀（侍女、小太郎）
- 正義聯盟（凱西）
- 小小鈴鐺貓娘（日语：ぱにょぱにょデ・ジ・キャラット）（小貓）
- （健、男學生、女學生A、嬰兒、旁白）
- 小公主優希（學生B）
- 彩夢芭蕾（市民C）
- 陸上防衛隊（學生B、女學生、記者C）

2003年
- 萊姆色流奇譚X（直江棕榈）
- 閃靈二人組（護士）
- 驚爆危機？校園篇（女孩C）
- 哆啦A夢（女孩）
- 瓶詰妖精（化石部長）※第13話

2004年
- 美鳥日記（女學生B）
- 爆裂天使（女生徒B）

2008年
- 地獄少女 三鼎（百田昌子）(第3話)

2009年
- 超能力大戰（索兒凡）
- 真· 戀姬†無雙（郭嘉）

2010年
- kiss×sis（桐生夕月）
- 祝福的钟声（切露西·阿科特）

2011年
- 命運石之門（牧瀨紅莉）
- THE IDOLM@STER（如月千早）

2012年
- 一起一起這裡那裡（女學生）
- 戰國Collection（「華麗」片倉小十郎）
- 戀愛與選舉與巧克力（森下未散[40]）

2013年
- 閃亂神樂（斑鳩）
- 神不在的星期天（妲妮亞·史威吉伍德[41]）
- （諾娃／黑靈心）
- 蒼翼默示錄Alter Memory（彌生椿）

2014年
- 流浪神差（伴音〈真喻〉）
- 迷你偶像大師（如月千早[42]）
- 普通女高中生要做當地偶像（阿南葵）
- 桃心之劍（雉神）
- （八束由紀惠）

2015年
- 流浪神差 ARAGOTO（真喻、橄欖軒的阿姨）

2016年
- 月歌。THE ANIMATION（花園雪）

2017年
- 鎖鏈戰記～赫克瑟塔斯之光～（米希迪雅）
- 狐妖小紅娘（曆雪揚）

2018年
- POP TEAM EPIC（PIPI美〈第9話A段〉）
- 命運石之門0（牧瀨紅莉栖、Amadeus紅莉栖）
- 天空與海洋之間（松島芽衣子）
- 閃亂神樂 SHINOVI MASTER -東京妖魔篇-（斑鳩[43]）

2019年
- 粉彩回憶（雅琪娜）
- 消滅都市（月[44]）
- 碧藍幻想 The Animation Season 2（薇拉[45]）

2020年
- 少女前線 -狂亂篇-（威爾羅德）
- 超異域公主連結☆Re:Dive（優花梨）
- 弩級戰隊HXEROS（加長蟲）

### OVA
- 小茜的狂热追求者（女学生）
- 最遊記（永涼、酒場的少女）
- Strait Jacket（蕾切尔）
- 超神姬彈凱撒3（オペレーター）
- 緊扣的星星（川上紀衣子）
- 眼鏡女友（一戶綾）
- 螢火之森（戴面具的小孩·弟弟）
- 尸体派对（篠崎步美）
- 偶像大師 為你而唱！（如月千早）
- 偶像大師 閃耀祭典（如月千早）
- 流浪神差「夜斗神連續殺人事件」（真喻）※單行本第15卷限定版附贈DVD

### 劇場版動畫
2013年
- 命運石之門 負荷領域的既視感（牧瀨紅莉栖）

2014年
- 偶像大師 劇場版 前往光輝的另一端！（如月千早）

### 遊戲
- 桃色大戰（窗边響）
- アヴァロンコード（シルフィ）
- 格鬥大地（夏綠蒂）
- 薩爾達傳說 風之律動
- 青澀之戀序幕曲（永瀨藍子）
- 百合二重奏（天野麻理）
- 帝國千戰記 PS2版（陸季）
- 轉生學園幻蒼錄（山吹夏子、玉依）
- 轉生學園月光錄（山吹夏子、水間谷桔梗）
- 烈火之炎 ～Flame of Recca FINAL BURNING～（綺理斗）
- Muv-Luv全年齡版（弓道部的學妹1）
- リモートプレゼンス（シーナ・ヴィセット）
- 弧光之源2（冰影的魔女 法蒂玛）
- ルクス・ペイン（城嶋リル）
- めっちゃ！太鼓の達人DS 7つの島の大冒険（主唱主題曲「七色和絃」）
- ぷよぷよ7（安藤林檎）
- BLAZBLUE（椿·彌生）(PS3版、XBOX360版)
- BLAZBLUE CONTINUUM SHIFT（椿·彌生）
- Million knights Vermilion（百合）
- リモートプレゼンス（シーナ・ヴィセット）
- ルミナスアーク2 ウィル（法蒂瑪）
- ルクス・ペイン（城嶋リル）
- Ever17
- コンチェルトゲート フォルテ
- （諾娃／黑靈心）
- 屍體派對 - BloodCovered：…Repeated Fear（篠崎步美）
- 屍體派對 - Book of Shadows（篠崎步美）
- 屍體派對 - Hysteric Birthday 2U（篠崎步美）
- 屍體派對 - Blood Ddive（篠崎步美）
- 屍體派對 - BloodCovered：…Repeated Fear (3DS)（篠崎步美）
- 托托莉的鍊金工房 ～亞蘭德的鍊金術士2～（塞西莉亞·赫爾默德）
- 魔界戰記4（エミーゼル）
- 白銀的卡露與蒼空的女王（卡拉克希亞）
- 无主之地2（莉莉丝[46]）
- 魔龍寶冠（精靈）
- 少女前線 (維爾德 MK_II）

2005年
- 偶像大師（如月千早）

2008年
- D.C.II P.S. 〜ダ・カーポII〜 プラスシチュエーション（今井惠、傑米·道寧）
- 出包王女 心跳加速！臨海學校篇（メイ・ネルス・アクタン）

2009年
- 命運石之門（牧瀨紅莉）

2010年
- （諾娃／黑靈心）

2011年
- 泪色（冬木佳奈美）
- 白衣性戀愛症候群（堺小百合）

2012年
- 女友伴身邊（八束由紀惠[47]）
- 神次元戰記 戰機少女V（諾娃／黑靈心）
- 戀愛與選舉與巧克力 PORTABLE（森下未散）

2013年
- 神次元偶像 戰機少女PP（諾娃／黑靈心）
- （諾娃／黑靈心）
- 古墓丽影（珊曼莎·西村[48]）

2014年
- 碧藍幻想 (維拉）
- （諾娃／黑靈心）
- （諾娃／黑靈心）
- （諾娃／黑靈心）

2015年
- 公主連結！（綾瀨優花梨）

2017年
- 偶像大師 百萬人演唱會！劇場時光（如月千早）

2018年
- 永遠的7日之都（牧瀨紅莉栖）
- 超異域公主連結 Re:Dive（優花梨）
- 蒼翼默示錄：交叉組隊戰 (彌生·樁)

2019年
- 明日方舟（拉普兰德）

2020年
- 神田川JET GIRLS（斑鳩[49]）
- 碧藍航線（德雷克）
- 偶像大師 星耀季節（如月千早[50]）

2021年
- 蔚藍檔案（乙花堇）

2024年
- 明日方舟（荒芜拉普兰德）

### 應用程式
2010年代前半
- 美声時計2（2010年）
- 美人時計 Girls Night版本（2010年）
- STEINS;GATE for iPhone 世界線時計（2011年，牧瀨紅莉栖）
- STEINS;GATE めざまし 未來道具0840號〜紅莉栖〜（2011年，牧瀨紅莉栖）
- 神次元應用程式 戰機少女（2012年，諾娃／黑靈心）
- BLAZBLUE 鬧鐘時鐘〜椿〜（2012年，彌生椿）
- MAPLUS+（2015年，牧瀨紅莉栖）

2010年代後半
- 偶像大師 Mobile i（2012年，如月千早）
- 聲でめざまし！カグラアラーム（2016年，斑鳩）
- STEINS;GATE ALARM 時限調和的Timepiece（2018年，牧瀨紅莉栖）

### 廣播劇CD
1999年
- 刻之大地〜花之王國的魔女〜（傳說的少女）
- 星海遊俠2 二次進化（艾拉諾爾）
- 封神演義 -姜子牙VS妲己-（白鶴/殷郊）
- 風之歌 星之道（莉露）
- 幻想魔傳最遊記2 CD廣播精選（神）

2000年
- ヴォイス・ラヴ・レターシリーズ 被禁止的遊戲（永月戀）

2001年
- 制服美少年3（女學生）
- 白色十字架 Wish A Dream Collection III THE ORCHID under THE SUN 太陽之蘭（幼女患者）
- 銀河天使 銀河天使SHOW（廣播）
  - 銀河天使GO
- 廢棄公主 第三樂章「ラクウェル、暴れる」（町人C）
- 春風物語 夢的先後（女學生B）

2005年
- THE IDOLM@STER 廣播劇CD Scene.01 - 06（2005年－2006年、如月千早）
- 電視動畫「萊姆色戰奇譚X」原創廣播劇 式神溫泉 みつご之湯（直江修羅）
- 白衣、黑衣 工作男子的征服（美香）※漫畫附贈廣播劇CD
- 天使×密造（和久井凜〈幼少期〉、葵）

### 廣播
- 智一・美樹のラジオビッグバン（文化放送）初代BGP
- VOICE CREW（2003年4月6日－2003年9月28日、NACK5他）
- 今井麻美のミュージックジャム（ラジオ日本）
- THE IDOLM@STER RADIO（2006年4月 - 2009年7月、ラジオ大阪）
- THE IDOLM@STER STATION!!!（2009年8月 - 、ラジオ大阪）

### 線上廣播
- 声優生活向上委員会mini 第2期（2006年2月－2006年4月、AII）
- ラジオdeアイマSHOW!（2006年4月27日－2007年10月25日、アニメイトTV）
- アイドルマスター Radio for You!（2007年11月28日－2008年9月24日、アニメイトTV）
- ルミナスあーくの秘密協会 / HIME2協会（2007年11月－2008年5月、ルミナスアーク2 ウィル公式サイト内）
- 今井麻美のSinger Song Gamer（2009年4月4日 - 、ファミ通公式サイト内）
- 蒼翼默示錄公式WEB廣播“ぶるらじ”（2009年4月9日 - 2009年9月17日、ニコニコ動画内「アークシステムワークス公式動画チャンネル」）
- DLラジオ（2009年7月22日 - 2009年12月30日、声グラweb）
- STEINS;GATEラジオ 未来ガジェット電波局（2009年9月11日 - 2009年10月30日、HiBiKi Radio Station）
- とらのあなラジオ部〜とららじ〜（2009年11月27日 - 2011年7月29日、コミックとらのあな公式サイト）

### 網路電視
- アギュー
- itv教育
- 檄!!動画塾
- サルもえ♪〜サルでもわかる萌え教室〜
- PreStar（2004年5月－2006年2月末、itv24.com）
- てんしょ〜GO!（2004年11月－2007年1月・2007年11月、転生學園シリーズ公式サイト内）
- 今井麻美,中村繪里子の自遊王国Net Chat Night（2008年4月11日－2008年7月11日、Stickam Japan!）
- ファンタジーアース ゼロ メルファリア  ANNEX（2008年8月16日－2008年9月13日、MSN）

### 影像商品
時期不明
- VIDEO 聲優演技入門 基礎篇、應用篇

2005年
- アニフェス2004冬祭り〜下級生2＆らいむいろ流奇譚X イベントDVD〜

2006年
- THE IDOLM@STER MASTER MOVIE

2008年
- アイマスレイディオ Gemaga出差版
- アイマスレイディオ Gemaga出差版 vol.2
- THE IDOLM@STER MASTER BOX IV
- THE IDOLM@STER MASTER SPECIAL 961「Over Master」初回限定盤（演出訪談）

2009年
- アイマスレイディオ Gemaga出張版 vol.3
- THE IDOLM@STER 4th ANNIVERSARY PARTY SPECIAL DREAM TOUR'S!!
- Animelo Summer Live 2008 -Challenge- 8.31
- 月貓 Fan Disc vol.1

2010年
- Animelo Summer Live 2009 -RE:BRIDGE- 8.23
- THE IDOLM@STER STATION!!! FIRST TRAVEL
- THE IDOLM@STER STATION!!! SECOND TRAVEL〜Seaside Date〜
- アニサマ Girls Night Book favorite talk
- 今井麻美のSinger Song Gamer スーパーボーナスステージ

2011年
- THE IDOLM@STER 5th ANNIVERSARY The world is all one!!
- Live5pb.2010@JCB Hall
- 今井麻美のSinger Song Gamer Okinawa Stage
- ファミソン8BIT☆アイドルマスター BEST ALBUM + LIVE DVD
- THE IDOLM@STER 6th ANNIVERSARY SMILE SUMMER FESTIV@L!

2012年
- THE IDOLM@STER Blu-ray第4卷完全生產限定版特典DVD「ゲロゲロキッチン実写版!〜中の人でやってみた〜」
- 今井麻美的Singer Song Gamer はこねすてーじ
- Animelo Summer Live 2011 -rainbow- 8.27
- THE IDOLM@STER 7th ANNIVERSARY 765PRO ALLSTARS みんなといっしょに!

2013年
- SUPER GAMESONG LIVE 2012 -NEW GAME-
- 廣播 偶像大師 灰姑娘女孩『デレラジ』DVD Vol.2
- 電視動畫「命運石之門 」Blu-ray/DVD BOX（活動影像）
- PS Vita版『STEINS;GATE 線性拘束的樹狀圖』限定版特典映像DVD「4℃開始的騷動」
- HiBiKi Radio Station×THE IDOLM@STER 春的P祭典

2014年
- THE IDOLM@STER 8th ANNIVERSARY HOP!STEP!!FESTIV@L!!!
- Animelo Summer Live 2013 -FLAG NINE- 8.24
- THE IDOLM@STER M@STERS OF IDOL WORLD!!2014 "PERFECT BOX!"
- 電視動畫《流浪神差》特別活動〜あなたにご縁があらんことを〜

2015年
- コープスパーティー『如月學園』〜如月祭〜
- Animelo Summer Live 2014 -ONENESS- 8.30
- THE IDOLM@STER 9th ANNIVERSARY WE ARE M@STERPIECE!!
- 廣播CD「ミチルとザックのプラメモラジオ」vol.3（收錄活動「可塑性記憶〜Memories for you〜」DVD影像）

2016年
- Animelo Summer Live 2015 -THE GATE- 8.28、8.29
- THE IDOLM@STER M@STER OF IDOL WORLD!!2015 Live Blu-ray “PERFECT BOX”
- 電視動畫《流浪神差》-MATSURIGOTO-
- THE IDOLM@STER MILLION LIVE! 3rdLIVE TOUR BELIEVE MY DRE@M!! LIVE Blue-ray 02@SENDAI

2017年
- ツキウタ。ガールズライブ2016 in 横浜
- THE IDOLM@STER PRODUCER MEETING 2017 765PRO ALLSTARS FUN TO THE NEW VISION!! EVENT Blu-ray PERFECT BOX

2018年
- THE IDOLM@STER 765 MILLIONSTARS HOTCHPOTCH FESTIV@L!! LIVE Blu-ray GOTTANI-BOX（DAY2後演出）

2019年
- THE IDOLM@STER 新年!! 初星宴舞 LIVE Blu-ray（1月23日）
- THE IDOLM@STER PRODUCER MEETING 2018 What is TOP!!!!!!!!!!!!!? EVENT Blu-ray PERFECT BOX【完全生產限定】（7月31日）

### 舞台
- 劇団カプセル兵団『アルケミスト』（哀川メグミ）
- 劇団カプセル兵団『ダストシューター』（レム）
- 剣ヶ崎（石見志津子）
- SOULPROJECT『あなたはロボット』（夏川雅）

### 電視劇
- ULTRASEVEN X（光の魂の声）

### 專欄連載
- 今井麻美[アサミンゴスP]の華麗なる?プロデューサー日記（在一迅社的Comic REX連載中）

## 音樂唱片

### 單曲
|       | 發售日期       | 標題                            | 規格產品編號 | 規格產品編號 | 規格產品編號            | Oricon 最高排名 |
| DVD盤 | 發售日期       | 標題                            | 通常盤       | 其他         |                         | Oricon 最高排名 |
| ----- | -------------- | ------------------------------- | ------------ | ------------ | ----------------------- | --------------- |
| 1st   | 2009年4月22日  | Day by Day/Shining Blue Rain    | 不適用       | VGCD-1038    | 不適用                  | 40位            |
| 2nd   | 2009年10月21日 |                                 | PCCG-90042   | PCCG-90043   | 不適用                  | 28位            |
| 3rd   | 2010年4月21日  | Horizon                         | 不適用       | VGCD-1047    | 不適用                  | 59位            |
| 4th   | 2010年7月22日  | 香格里拉                        | VGCD-1060    | VGCD-1063    | 不適用                  | 62位            |
| 5th   | 2011年2月23日  |                                 | 不適用       | FVCG-1144    | 不適用                  | 92位            |
| 6th   | 2011年5月25日  | 遠雷                            | 不適用       | FVCG-1154    | 不適用                  | 84位            |
| 7th   | 2011年8月3日   |                                 | FVCG-1167    | FVCG-1168    | 不適用                  | 61位            |
| 8th   | 2012年4月25日  | Hasta La Vista                  | 不適用       | SVWC-7843    | 不適用                  | 46位            |
| 9th   | 2012年7月25日  | Limited Love                    | SVWC-7878/9  | SVWC-7880    | 不適用                  | 40位            |
| 10th  | 2013年3月27日  | Dear Darling                    | 不適用       | FVCG-1233    | 不適用                  | 35位            |
| 11th  | 2013年6月26日  |                                 | FVCG-1244    | FVCG-1245    | 不適用                  | 44位            |
| 12th  | 2014年3月26日  |                                 | FVCG-1292    | FVCG-1294    | FVCG-1293（商業搭配盤） | 24位            |
| 13th  | 2014年7月30日  |                                 | 不適用       | FVCG-1308    | FVCG-1307（商業搭配盤） | 47位            |
| 14th  | 2014年8月27日  |                                 | 不適用       | FVCG-1310    | FVCG-1309（商業搭配盤） | 53位            |
| 15th  | 2015年6月3日   |                                 | SVWC-70075/6 | SVWC-70077   | SVWC-70078（動畫盤）    | 21位            |
| 16th  | 2015年7月22日  | BABYLON 〜before the daybreak   | FVCG-1345    | FVCG-1346    | 不適用                  | 50位            |
| 17th  | 2016年7月27日  | 沙漠之雨                        | FVCG-1380    | FVCG-1381    | 不適用                  | 63位            |
| 18th  | 2016年10月26日 | Reunion 〜Once Again〜          | FVCG-1399    | FVCG-1400    | FVCG-1398（演唱會盤）   | 74位            |
| 19th  | 2018年8月29日  | World-Line                      | USSW-0109    | USSW-0110    | 不適用                  | 29位            |
| 限定  | 2018年9月9日   | 虹                              | 不適用       | 不適用       | FPBD-0487               | 不適用          |
| 20th  | 2019年1月30日  | Believe in Sky                  | USSW-0143    | USSW-0144    | 不適用                  | 39位            |
| 限定  | 2020年8月26日  | 君の声の数だけ〜Can be strong〜 | 不適用       | 不適用       | BTMC-0001               | 不適用          |

### 專輯
|      | 發售日期       | 標題              | 規格產品編號 | 規格產品編號 | 規格產品編號 | Oricon 最高排名 |
| BD盤 | 發售日期       | 標題              | DVD盤        | 通常盤       |              | Oricon 最高排名 |
| ---- | -------------- | ----------------- | ------------ | ------------ | ------------ | --------------- |
| 1st  | 2010年11月23日 | COLOR SANCTUARY   | PCCG-90053   | PCCG-90054   | PCCG-90055   | 34位            |
| 2nd  | 2011年11月30日 | roma of happiness | SVWC-7809/10 | SVWC-7811/12 | SVWC-7813    | 33位            |
| 3rd  | 2012年11月28日 | Precious Sounds   | SVWC-7902/3  | SVWC-7904/5  | SVWC-7906/7  | 39位            |
| 4th  | 2013年11月27日 |                   | FVCG-1274    | FVCG-1275    | FVCG-1276    | 38位            |
| 5th  | 2016年2月24日  | Words of GRACE    | FVCG-1365    | FVCG-1366    | FVCG-1367    | 27位            |
| 6th  | 2020年11月25日 | Gene of the earth | USSW-0272    | USSW-0273    | USSW-0274    | 54位            |
| 7th  | 2021年12月22日 | Balancing Journey | BTMC-0002    | BTMC-0003    | BTMC-0004    |                 |

|            | 發售日期       | 標題          | 規格產品編號 | 規格產品編號 | 規格產品編號 | Oricon 最高排名 |
| BD盤       | 發售日期       | 標題          | DVD盤        | 通常盤       |              | Oricon 最高排名 |
| ---------- | -------------- | ------------- | ------------ | ------------ | ------------ | --------------- |
| 原音乐專輯 | 2014年11月26日 | little legacy | FVCG-1323    | FVCG-1324    | FVCG-1325    | 43位            |
| 全收錄專輯 | 2017年5月16日  | rinascita     | USSW-0034    | 不適用       | 不適用       | 65位            |
| 迷你專輯   | 2019年11月27日 | Flow of time  | 不適用       | 不適用       | USSW-0219    | 48位            |

### 下載樂曲
|   | 開放下載日期  | 樂曲 | 備註 |
| - | ------------- | ---- | --- |
| 1 | 2011年7月1日  |      | 自2011年7月1日至12月31日期間限定下載，是東日本大震災的公益歌曲。 後來作為額外收錄樂曲加入3rd專輯《Precious Sounds》中得以CD化。 今井首次挑戰由自己進行作詞、作曲的樂曲。編曲則是由製作人濱田智之負責。 |
| 2 | 2016年3月31日 |      | 雜誌《》Vol.3期特別附錄樂曲，原版樂曲的重混以及高解析度版本 |
| 3 | 2016年8月10日 |      | 高解析度音訊下載 |

### 影像作品

#### 演唱會錄像
|     | 發售日期       | 標題 | 規格產品編號 | 規格產品編號 | Oricon 最高排名 |
| BD  | 發售日期       | 標題 | DVD          |              | Oricon 最高排名 |
| --- | -------------- | ---- | ------------ | ------------ | --------------- |
| 1st | 2011年8月31日  |      | ZMXH-7413    | ZMBH-7414    | 21位            |
| 2nd | 2012年5月30日  |      | ANSX-56060   | ANSB-56060   | 28位            |
| 3rd | 2013年5月29日  |      | ZMXH-8661    | ZMBH-8662    | 36位            |
| 4th | 2013年12月25日 |      | ZMXH-9099    | ZMBH-9100    | 103位           |
| 5th | 2013年12月25日 |      | ZMXH-9101    | ZMBH-9102    | 105位           |
| 6th | 2015年1月28日  |      | ZMXH-9811    | ZMBH-9812    | 61位            |
| 7th | 2015年2月14日  |      | 不適用       | ARCT0001     | 不適用          |
| 8th | 2021年4月21日  |      | BTMB-0001    | BTMB-0001    | 236位           |
| 9th | 2021年9月22日  |      | BTMB-0002    | 不適用       | 156位           |

#### 音樂錄影帶合輯
|     | 發售日期      | 標題                                       | 規格產品編號 | Oricon 最高排名 |
| --- | ------------- | ------------------------------------------ | ------------ | --------------- |
| 1st | 2013年8月28日 | 今井麻美 Music Video Collection 2009〜2012 | ZMXH-8847    | 45位            |
| 2nd | 2017年3月24日 | 今井麻美 Music Video Collection 2013〜2015 | ZMXH-11025   | 96位            |

#### 演唱會錄像下載
- Ani Summer GIRLS NIGHT 2010（Niconico直播收費觀看：收錄了2010年11月3日的演唱會影像，會場：Zepp Tokyo）
- （2015年5月27日開放下載）
- 今井麻美＜Birthday Live 2015 "Wonder Place"＞（2015年11月25日開放下載）

### 商業搭配樂曲
| 樂曲                           | 商業搭配                                                                   | 年份   |
| ------------------------------ | -------------------------------------------------------------------------- | ------ |
| Day by Day                     | 遊戲《鋼鐵新娘DS ～新娘與機器與男與女～》主題曲                            | 2009年 |
| Shining Blue Rain              | 電視節目《AnisonPlus》3月片頭曲                                            | 2009年 |
| It's a fine day                | PSP遊戲《Ever17 -the out of infinity- Premium Edition》主題曲              | 2009年 |
|                                | PSP遊戲《Ever17 -the out of infinity- Premium Edition》主題曲              | 2009年 |
|                                | 電視動畫《貓願三角戀》片尾曲                                               | 2009年 |
| Kissing a dream                | 遊戲《大正野球娘。～少女們的青春日記～》主題曲                             | 2009年 |
|                                | 遊戲《掌握命運! ～Only the power of will～》主題曲                         | 2010年 |
|                                | 遊戲《掌握命運! ～Only the power of will～》印象曲                         | 2010年 |
| Horizon                        | PC遊戲《白銀卡爾與蒼空女王》主題曲                                         | 2010年 |
| SPARKLE                        | 線上廣播《今井麻美的Singer Song Gamer》主題曲                              | 2010年 |
| regret                         | 線上廣播《今井麻美的Singer Song Gamer》印象曲                              | 2010年 |
| 香格里拉                       | 遊戲《屍體派對 血腥籠罩之恐懼再現》主題曲                                  | 2010年 |
| 香格里拉                       | 電視節目《AnisonPlus》7月片頭曲                                            | 2010年 |
|                                | 遊戲《秋之回憶：打勾勾的記憶》主題曲                                       | 2010年 |
|                                | OVA《眼鏡女友》片頭曲                                                      | 2010年 |
| COLOR SANCTUARY                | 電視節目《AnisonPlus》11月片頭曲                                           | 2010年 |
| 遠雷                           | Xbox 360遊戲《Ever17》主題曲                                               | 2011年 |
|                                | 遊戲《白衣性戀愛症候群》主題曲                                             | 2011年 |
|                                | 線上廣播《今井麻美的Singer Song Gamer》印象曲                              | 2011年 |
|                                | 遊戲《屍體派對 影之書》主題曲                                              | 2011年 |
| Promised Land                  | 遊戲《DUNAMIS15》主題曲                                                    | 2011年 |
| DEPARTURE                      | PSP遊戲《白銀卡爾與蒼空女王》主題曲                                        | 2011年 |
| Aroma of happiness             | 電視節目《AnisonPlus》11月片頭曲                                           | 2011年 |
|                                | 遊戲《PLANET FRONTIER》主題曲                                              | 2011年 |
| struggle                       | 線上廣播《今井麻美的Singer Song Gamer》主題曲                              | 2012年 |
| Hasta La Vista                 | 電視節目《AnisonPlus》4月片頭曲                                            | 2012年 |
| Hasta La Vista                 | 電視節目《Anime-TV》4月片頭曲                                              | 2012年 |
| Limited Love                   | 遊戲《屍體派對 -THE ANTHOLOGY- 幸子的戀愛遊戲 Hysteric Birthday 2U》片頭曲 | 2012年 |
| Limited Love                   | 電視節目《Anime-TV》8月片頭曲                                              | 2012年 |
|                                | 電視節目《AnisonPlus》11月片頭曲                                           | 2012年 |
| 電視節目《Anime-TV》11月片頭曲 |                                                                            | 2012年 |
| Dear Darling                   | 電視節目《Anime-TV》？月片尾曲                                             | 2013年 |
|                                | OVA《屍體派對 Tortured Souls -受折磨的靈魂-》片頭曲                        | 2013年 |
| 電視節目《AnimeDON!》6月片頭曲 |                                                                            | 2013年 |
| Tender Is The Night            | PS3、Xbox 360遊戲《DISORDER6》主題曲                                       | 2013年 |
| 夏色Sunshine Flower            | PS3、PSP遊戲《向日葵的教會與長夏假期》鮎瀨月子主題曲                       | 2013年 |
| 無限旋律                       | PS3遊戲《英雄*戰姬》主題曲                                                 | 2013年 |
|                                | 電視節目《AnimeDON!》11月片頭曲                                            | 2013年 |
|                                | 遊戲《超女神信仰 诺瓦露 激神黑心》片頭曲                                   | 2014年 |
| 電視節目《AnimeDON!》3月片尾曲 |                                                                            | 2014年 |
| 化身                           | 遊戲《屍體派對 BLOOD DRIVE》主題曲                                         | 2014年 |
|                                | 遊戲《神明與命運覺醒的交叉論題》主題曲                                     | 2014年 |
|                                | 遊戲《》主題曲                                                             | 2014年 |
|                                | 遊戲《黑金回姬譚-閃夜一夜-》主題曲                                         | 2015年 |
| Sunny Place                    | 遊戲《白衣性愛情依存症》主題曲                                             | 2015年 |
|                                | 電視動畫《可塑性記憶》片尾曲                                               | 2015年 |
| 香格里拉（2015ver.）           | 3DS遊戲《屍體派對 血腥籠罩之恐懼再現》主題曲                               | 2015年 |
| BABYLON 〜before the daybreak  | 電影《屍體派對》主題曲                                                     | 2015年 |
|                                | 電視節目《AnimeMashite》2月片尾曲                                          | 2016年 |
|                                | 電影《屍體派對 影之書》主題曲                                              | 2016年 |
| Reunion〜Once Again〜          | PS Vita遊戲《可塑性記憶》主題曲                                            | 2016年 |
| Fanfare!                       | 手機遊戲《A lot of Stories》主題曲                                         | 2016年 |
| World-Line                     | 電視動畫《命運石之門0》片尾曲                                              | 2018年 |
| Believe in Sky                 | 電視動畫《粉彩回憶》片頭曲                                                 | 2019年 |
|                                | 遊戲《夢現Re:Master》主題曲                                                | 2019年 |

### 參加演唱作品
| 發售日期 | 商品名                           | 演唱 | 樂曲                                               | 備註                                                                       |
| 2008年   | 2008年                           | 2008年 | 2008年                                             | 2008年                                                                     |
| -------- | -------------------------------- | --- | -------------------------------------------------- | -------------------------------------------------------------------------- |
| 5月21日  |                                  | 今井麻美 | 《》                                               | 遊戲《太鼓之達人》相關樂曲                                                 |
| 2009年   |                                  | |                                                    |                                                                            |
| 7月23日  | Infinity+Integral perfect Vocals | 今井麻美 | 《It's a fine day》                                | 遊戲《Ever17 -the out of infinity- Premium Edition》主題曲                 |
| 7月23日  | Infinity+Integral perfect Vocals | 今井麻美 | 《》                                               | 遊戲《Ever17 -the out of infinity- Premium Edition》主題曲                 |
| 11月18日 |                                  | 榊原由依、今井麻美、福井裕佳梨 | 《》                                               | 電視動畫《貓願三角戀》插曲                                                 |
| 11月18日 | 今井麻美                         | 《》 |                                                    | 電視動畫《貓願三角戀》插曲                                                 |
| 2010年   |                                  | |                                                    |                                                                            |
| 2月25日  |                                  | 今井麻美 | 《》                                               | 遊戲《掌握命運! ～Only the power of will～》主題曲                         |
| 2月25日  | 《》                             | 今井麻美 | 遊戲《掌握命運! ～Only the power of will～》印象曲 |                                                                            |
| 6月16日  |                                  | 今井麻美 | 《SPARKLE》                                        | 廣播《今井麻美的Singer Song Gamer》主題曲                                  |
| 11月2日  |                                  | [ 成员 1 ] | 《》                                               | 演唱會「Ani Summer GIRLS NIGHT 2010」主題曲                                |
| 12月24日 |                                  | 今井麻美 | 《SPARKLE -in the snow-》 《》                     | 廣播《今井麻美的Singer Song Gamer》相關樂曲                                |
| 2011年   |                                  | |                                                    |                                                                            |
| 3月21日  |                                  | 天子（今井麻美） | 《》                                               | 遊戲《太鼓之達人》相關樂曲                                                 |
| 6月15日  |                                  | 今井麻美 | 《》                                               | 廣播《今井麻美的Singer Song Gamer》印象曲                                  |
| 9月1日   |                                  | 今井麻美 | 《香格里拉 -Piano Arrange-》                       | 遊戲《屍體派對 影之書》相關樂曲                                            |
| 2012年   |                                  | |                                                    |                                                                            |
| 3月7日   |                                  | 今井麻美 | 《struggle》                                       | 廣播《今井麻美的Singer Song Gamer》主題曲                                  |
| 8月22日  | HANABI                           | 原由實 feat.今井麻美 | 《HANABI》                                         | 遊戲《屍體派對 -THE ANTHOLOGY- 幸子的戀愛遊戲 Hysteric Birthday 2U》主題曲 |
| 8月22日  | HANABI                           | 原由實、今井麻美（提供和聲） | 《》                                               | 遊戲《屍體派對 -THE ANTHOLOGY- 幸子的戀愛遊戲 Hysteric Birthday 2U》插曲   |
| 9月5日   |                                  | 今井麻美 | 《》                                               | 廣播《今井麻美的Singer Song Gamer》相關樂曲                                |
| 2013年   |                                  | |                                                    |                                                                            |
| 5月1日   |                                  | 今井麻美 | 《》                                               | 廣播《今井麻美的Singer Song Gamer》相關樂曲                                |
| 2015年   |                                  | |                                                    |                                                                            |
| 6月17日  |                                  | angela、昆夏美、今井麻美、井口裕香、春奈露娜、GRANRODEO、小野賢章、i☆Ris、內田真禮、內田彩、Pile、鈴木KONOMI、唯夏織、TRUSTRICK、Milky Holmes、ZAQ、黑崎真音 | 《》                                               | 演唱會「Animelo Summer Live 2015 -THE GATE-」主題曲                        |
| 2019年   |                                  | |                                                    |                                                                            |
| 5月29日  |                                  | 今井麻美 | 《》                                               |                                                                            |
| 5月29日  | MISSION、今井麻美                | 《Over The Galaxy》 |                                                    |                                                                            |

### 角色歌曲
| 發售日期 | 商品名稱                                                                             | 演唱 | 樂曲 | 備註                                                                                           |
| 2004年   | 2004年                                                                               | 2004年 | 2004年 | 2004年                                                                                         |
| -------- | ------------------------------------------------------------------------------------ | --- | --- | ---------------------------------------------------------------------------------------------- |
| 11月3日  |                                                                                      | 仁科步美（堀江由衣）、篠原沙織（松來未祐）、永瀨藍子（今井麻美） | 《》 | 遊戲《》主題曲                                                                                 |
| 11月3日  | [ 成员 2 ]                                                                           | 《》 | | 遊戲《》主題曲                                                                                 |
| 2005年   |                                                                                      | | |                                                                                                |
| 1月26日  | 至純花/黃昏少女                                                                      | [ 成员 3 ] | 《至純花》 | 遊戲、電視動畫《萊姆色流奇譚 X CROSS》主題曲                                                   |
| 1月26日  | 至純花/黃昏少女                                                                      | [ 成员 3 ] | 《黃昏少女》 | 遊戲、電視動畫《萊姆色流奇譚 X CROSS》主題曲                                                   |
| 2月23日  |                                                                                      | 直江修羅（今井麻美） | 《》 | 電視動畫《萊姆色流奇譚 X CROSS》相關樂曲                                                       |
| 2月23日  | 直江修羅（今井麻美）、井伊錦（柏木弘美）、服部掠（水野愛日）                         | 《》 | 遊戲《萊姆色流奇譚 X CROSS》插曲 |                                                                                                |
| 11月2日  | THE IDOLM@STER MASTERPIECE 02 9:02pm                                                 | 三浦梓（高橋智秋）、如月千早（今井麻美）、菊地真（平田宏美） | 《9:02pm（M@STER VERSION）》 《THE IDOLM@STER（ACM VERSION）》 | 遊戲《偶像大師》相關樂曲                                                                       |
| 11月2日  | THE IDOLM@STER MASTERPIECE 02 9:02pm                                                 | 如月千早（今井麻美） | 《》 | 遊戲《偶像大師》相關樂曲                                                                       |
| 2006年   |                                                                                      | | |                                                                                                |
| 3月22日  | THE IDOLM@STER MASTERPIECE 04                                                        | 天海春香（中村繪里子）、水瀨伊織（釘宮理惠）、如月千早（今井麻美） | 《》 | 遊戲《偶像大師》相關樂曲                                                                       |
| 3月22日  | THE IDOLM@STER MASTERPIECE 04                                                        | 如月千早（今井麻美）、萩原雪步（落合祐里香）、秋月律子（若林直美） | 《First Stage》 | 遊戲《偶像大師》相關樂曲                                                                       |
| 3月22日  | THE IDOLM@STER MASTERPIECE 04                                                        | 水瀨伊織（釘宮理惠）、天海春香（中村繪里子）、如月千早（今井麻美） | 《》 | 遊戲《偶像大師》相關樂曲                                                                       |
| 3月22日  | THE IDOLM@STER MASTERPIECE 04                                                        | 天海春香（中村繪里子）、如月千早（今井麻美）、萩原雪步（落合祐里香）、高槻彌生（仁後真耶子）、秋月律子（若林直美）、三浦梓（高橋智秋）、水瀨伊織（釘宮理惠）、菊地真（平田宏美）、雙海亞美／真美（下田麻美）                                           | 《THE IDOLM@STER》 | 遊戲《偶像大師》相關樂曲                                                                       |
| 5月31日  | THE IDOLM@STER MASTERPIECE 05                                                        | 天海春香（中村繪里子）、如月千早（今井麻美）、萩原雪步（落合祐里香）、高槻彌生（仁後真耶子）、秋月律子（若林直美）、三浦梓（高橋智秋）、水瀨伊織（釘宮理惠）、菊地真（平田宏美）、雙海亞美／真美（下田麻美）                                           | 《THE IDOLM@STER（M@STER VERSION -REMIX-）》 | 遊戲《偶像大師》相關樂曲                                                                       |
| 5月31日  | THE IDOLM@STER MASTERPIECE 05                                                        | 如月千早（今井麻美）、三浦梓（高橋智秋）、秋月律子（若林直美） | 《》 | 遊戲《偶像大師》相關樂曲                                                                       |
| 7月19日  | THE IDOLM@STER MASTER BOX                                                            | 如月千早（今井麻美） | 《THE IDOLM@STER》 《》 《First Stage》 《》 《》 《9:02pm》 《Here we go!!》 《》 《》 | 遊戲《偶像大師》相關樂曲                                                                       |
| 12月20日 |                                                                                      | 星井美希（長谷川明子）、天海春香（中村繪里子）、如月千早（今井麻美） | 《》 《》 | 遊戲《偶像大師》相關樂曲                                                                       |
| 12月20日 | IM@S ALLSTARS                                                                        | 《THE IDOLM@STER》 | | 遊戲《偶像大師》相關樂曲                                                                       |
| 2007年   |                                                                                      | | |                                                                                                |
| 1月18日  | THE IDOLM@STER Your Song                                                             | 如月千早（今井麻美） | 《鳥之詩》 | 遊戲《偶像大師》相關樂曲                                                                       |
| 2月28日  | THE IDOLM@STER MASTERWORK 02 relations                                               | 星井美希（長谷川明子）、如月千早（今井麻美） | 《relations（M@STER VERSION）》 | 遊戲《偶像大師》相關樂曲                                                                       |
| 4月28日  |                                                                                      | 如月千早（今井麻美） | 《飛向天空…》 《》 《Jupiter》 《》 | 遊戲《偶像大師》相關樂曲                                                                       |
| 7月4日   | THE IDOLM@STER MASTER BOX II                                                         | 如月千早（今井麻美） | 《GO MY WAY!!》 《》 《relations》 《》 《My Best Friend》 《》 | 遊戲《偶像大師》相關樂曲                                                                       |
| 8月22日  | THE IDOLM@STER MASTER ARTIST 05 如月千早                                             | 如月千早（今井麻美） | 《》 《》 《》 《relations（M@STER VERSION）》 《i》 | 遊戲《偶像大師》相關樂曲                                                                       |
| 10月24日 |                                                                                      | IM@S ALLSTARS+ | 《i》 | 遊戲《偶像大師》相關樂曲                                                                       |
| 10月24日 | IM@S ALLSTARS                                                                        | 《》 | | 遊戲《偶像大師》相關樂曲                                                                       |
| 12月19日 | THE IDOLM@STER Christmas for you!                                                    | 如月千早（今井麻美） | 《PEARL-WHITE EVE》 | 遊戲《偶像大師》相關樂曲                                                                       |
| 12月19日 | THE IDOLM@STER Christmas for you!                                                    | 天海春香（中村繪里子）、如月千早（今井麻美）、高槻彌生（仁後真耶子）、菊地真（平田宏美）、星井美希（長谷川明子） | 《》 《聖誕老人進城來》 | 遊戲《偶像大師》相關樂曲                                                                       |
| 2008年   |                                                                                      | | |                                                                                                |
| 2月13日  | THE IDOLM@STER MASTER LIVE 00 shiny smile                                            | 天海春香（中村繪里子）、如月千早（今井麻美）、秋月律子（若林直美） | 《shiny smile（M@STER VERSION）》 | 遊戲《偶像大師 為你而唱！》相關樂曲                                                            |
| 3月27日  |                                                                                      | （今井麻美） | 《》 |                                                                                                |
| 4月16日  | THE IDOLM@STER MASTER LIVE 02 REM@STER-B                                             | 如月千早（今井麻美） | 《》 | 遊戲《偶像大師 為你而唱！》相關樂曲                                                            |
| 4月16日  | THE IDOLM@STER MASTER LIVE 02 REM@STER-B                                             | 如月千早（今井麻美）、音無小鳥（瀧田樹里）、萩原雪步（落合祐里香） | 《》 | 遊戲《偶像大師 為你而唱！》相關樂曲                                                            |
| 4月16日  | THE IDOLM@STER MASTER LIVE 02 REM@STER-B                                             | 如月千早（今井麻美）、水瀨伊織（釘宮理惠）、秋月律子（若林直美）、菊地真（平田宏美）、萩原雪步（落合祐里香）、音無小鳥（瀧田樹里） | 《It's Show》 | 遊戲《偶像大師 為你而唱！》相關樂曲                                                            |
| 4月30日  | THE IDOLM@STER MASTER BOX III                                                        | 如月千早（今井麻美） | 《》 《》 《9:02pm（REMIX-A）》 《》 《》 《》 《Here we go!!（REMIX-A）》 《First Stage（REMIX-A）》 《》 《THE IDOLM@STER（REMIX-A）》 《GO MY WAY!!（REMIX-A）》 《》 《relations（REMIX-A）》 《》 《My Best Friend（REMIX-A）》 《》 | 遊戲《偶像大師 為你而唱！》相關樂曲                                                            |
| 6月18日  | THE IDOLM@STER MASTER LIVE 04 my song                                                | 如月千早（今井麻美） | 《》 | 遊戲《偶像大師 為你而唱！》相關樂曲                                                            |
| 6月18日  | THE IDOLM@STER MASTER LIVE 04 my song                                                | 如月千早（今井麻美）、萩原雪步（落合祐里香） | 《inferno》 | 遊戲《偶像大師 為你而唱！》相關樂曲                                                            |
| 6月25日  |                                                                                      | 如月千早（今井麻美）、水瀨伊織（釘宮理惠） | 《》 《》 《》 《GO MY WAY!!（Dream Match MIX）》 | 遊戲《偶像大師》相關樂曲                                                                       |
| 6月25日  | 如月千早（今井麻美）                                                                 | 《》 | | 遊戲《偶像大師》相關樂曲                                                                       |
| 8月22日  | 如月千早（今井麻美）                                                                 | THE IDOLM@STER MASTER LIVE ENCORE | 《GO MY WAY!!（REM@STER-B）》 | 遊戲《偶像大師 為你而唱！》相關樂曲                                                            |
| 9月24日  | 如月千早（今井麻美）                                                                 | THE IDOLM@STER MASTER BOX IV | 《》 《》 《9:02pm（REMIX-B）》 《》 《》 《》 《Here we go!!（REMIX-B）》 《First Stage（REMIX-B）》 《》 《THE IDOLM@STER（REMIX-B）》 《GO MY WAY!!（REMIX-B）》 《》 《relations（REMIX-B）》 《》 《My Best Friend（REMIX-B）》 《》 | 遊戲《偶像大師 為你而唱！》相關樂曲                                                            |
| 9月26日  | [ 註 5 ]                                                                             | 飛鳥井紫央（長谷川明子）、（今井麻美） | 《twinkle days》 《Wireless Cosmic》 | 遊戲《闪耀十字军》相關樂曲                                                                     |
| 11月19日 | THE IDOLM@STER BEST ALBUM ～MASTER OF MASTER～                                       | 如月千早（今井麻美） | 《》 | 遊戲《偶像大師》相關樂曲                                                                       |
| 11月19日 | THE IDOLM@STER BEST ALBUM ～MASTER OF MASTER～                                       | 星井美希（長谷川明子）、如月千早（今井麻美） | 《》 | 遊戲《偶像大師》相關樂曲                                                                       |
| 11月19日 | THE IDOLM@STER BEST ALBUM ～MASTER OF MASTER～                                       | 水瀨伊織（釘宮理惠）、如月千早（今井麻美）、菊地真（平田宏美） | 《GO MY WAY!!（M@STER VERSION）》 | 遊戲《偶像大師》相關樂曲                                                                       |
| 11月19日 | THE IDOLM@STER BEST ALBUM ～MASTER OF MASTER～                                       | 如月千早（今井麻美）、萩原雪步（落合祐里香）、三浦梓（高橋智秋） | 《》 | 遊戲《偶像大師》相關樂曲                                                                       |
| 11月19日 | THE IDOLM@STER BEST ALBUM ～MASTER OF MASTER～                                       | 三浦梓（高橋智秋）、水瀨伊織（釘宮理惠）、如月千早（今井麻美） | 《my song（M@STER VERSION）》 | 遊戲《偶像大師》相關樂曲                                                                       |
| 11月19日 | THE IDOLM@STER BEST ALBUM ～MASTER OF MASTER～                                       | IM@S ALLSTARS | 《GO MY WAY!!》 《THE IDOLM@STER》 | 遊戲《偶像大師》相關樂曲                                                                       |
| 12月10日 | THE IDOLM@STER MASTER SPECIAL 765 “Colorful Days”                                    | 天海春香（中村繪里子）、如月千早（今井麻美）、雙海亞美（下田麻美） | 《Colorful Days（M@STER VERSION）》 《》 | 遊戲《偶像大师 SP》相關樂曲                                                                    |
| 12月10日 | THE IDOLM@STER MASTER SPECIAL 765 “Colorful Days”                                    | 天海春香（中村繪里子）、如月千早（今井麻美）、高槻彌生（仁後真耶子） | 《》 | 遊戲《偶像大师 SP》相關樂曲                                                                    |
| 2009年   |                                                                                      | | |                                                                                                |
| 3月18日  | THE IDOLM@STER MASTER BOX V                                                          | 如月千早（今井麻美） | 《shiny smile》 《Do-Dai》 《my song》 《》 《》 | 遊戲《偶像大師 為你而唱！》相關樂曲                                                            |
| 4月1日   | THE IDOLM@STER MASTER SPECIAL 03 如月千早·我那霸響                                   | 如月千早（今井麻美） | 《arcadia》 《》 《inferno》 | 遊戲《偶像大师 SP》相關樂曲                                                                    |
| 4月1日   | THE IDOLM@STER MASTER SPECIAL 03 如月千早·我那霸響                                   | 如月千早（今井麻美）、我那霸響（沼倉愛美） | 《Do-Dai（REM@STER-B）》 | 遊戲《偶像大师 SP》相關樂曲                                                                    |
| 4月1日   | THE IDOLM@STER MASTER SPECIAL 03 如月千早·我那霸響                                   | 我那霸響（沼倉愛美）、如月千早（今井麻美） | 《L・O・B・M》 | 遊戲《偶像大师 SP》相關樂曲                                                                    |
| 5月17日  | THE IDOLM@STER MASTER BOX catalog 08,09,11 COMPLETE                                  | 如月千早（今井麻美） | 《shiny smile（REMIX-A）》 《Do-Dai（REMIX-A）》 《my song（REMIX-A）》 《i（REMIX-A）》 《shiny smile（REMIX-B）》 《Do-Dai（REMIX-B）》 《my song（REMIX-B）》 《i（REMIX-B）》                                                         | 遊戲《偶像大師 為你而唱！》相關樂曲                                                            |
| 7月29日  |                                                                                      | 安藤林檎（今井麻美） | 《》 | 遊戲《魔法氣泡7》主題曲                                                                        |
| 9月9日   | CHARACTERS LOVE MISSION                                                              | 賽特（福原香織）、索兒凡（今井麻美） | 《》 | 電視動畫《超能力大戰》相關樂曲                                                                 |
| 10月2日  |                                                                                      | 如月千早（今井麻美） | 《rise》 | 漫畫《偶像大師 break！》相關樂曲                                                               |
| 12月1日  |                                                                                      | （今井麻美） | 《JUMP!》 | 《》相關樂曲                                                                                   |
| 12月1日  | （今井麻美）、（喜多村英梨）、（阿久津加菜）、（五十嵐裕美）                         | 《Refrain -call your dream-》 | | 《》相關樂曲                                                                                   |
| 12月16日 | THE IDOLM@STER MASTER SPECIAL WINTER                                                 | 如月千早（今井麻美） | 《》 | 遊戲《偶像大師 SP》相關樂曲                                                                    |
| 12月16日 | THE IDOLM@STER MASTER SPECIAL WINTER                                                 | 三浦梓（高橋智秋）、四條貴音（原由實）、如月千早（今井麻美） | 《Large Size Party》 | 遊戲《偶像大師 SP》相關樂曲                                                                    |
| 12月16日 | THE IDOLM@STER MASTER SPECIAL WINTER                                                 | 三浦梓（高橋智秋）、四條貴音（原由實）、如月千早（今井麻美）、星井美希（長谷川明子）、高槻彌生（仁後真耶子）、雙海亞美／真美（下田麻美） | 《》 | 遊戲《偶像大師 SP》相關樂曲                                                                    |
| 12月16日 |                                                                                      | 袁術（中村繪里子）、張勳（高橋智秋）、郭嘉（今井麻美） | 《》 《》 《》 | 電視動畫《真·戀姬†無雙》相關樂曲                                                               |
| 12月23日 | BLAZBLUE SONG ACCORD #1 with CONTINUUM SHIFT                                         | 彌生椿（今井麻美） | 《Condemnation Wings～Cry Camellia…～》 | 遊戲《蒼翼默示錄：連續變換》相關樂曲                                                           |
| 12月30日 |                                                                                      | 東風谷早苗（今井麻美） | 《Way of the Miracle》 |                                                                                                |
| 2010年   |                                                                                      | | |                                                                                                |
| 3月31日  | THE IDOLM@STER MASTER BOX VI                                                         | 如月千早（今井麻美） | 《》 《》 《》 《》 《》 《I Want》 《Kosmos,Cosmos》 《》 | 遊戲《偶像大師 SP》相關樂曲                                                                    |
| 4月21日  | THE IDOLM@STER Vocal Collection 02                                                   | 如月千早（今井麻美） | 《FO(U)R（REMIX-A）》 | 遊戲《偶像大師》相關樂曲                                                                       |
| 4月21日  | THE IDOLM@STER Vocal Collection 02                                                   | 如月千早（今井麻美）、萩原雪步（長谷優里奈）、三浦梓（高橋智秋） | 《》 | 廣播劇CD《》插曲                                                                               |
| 4月30日  |                                                                                      | （今井麻美） | 《》 | 遊戲《變身☆魔法偽娘 ～ PRISM Generations! ～》相關樂曲                                         |
| 4月30日  |                                                                                      | 大日向夏美（小林優）、君川千惠（今井麻美） | 《Heroine's morning》 | 廣播《》主題曲                                                                                 |
| 4月30日  | 《》                                                                                 | 大日向夏美（小林優）、君川千惠（今井麻美） | | 廣播《》主題曲                                                                                 |
| 6月23日  | THE IDOLM@STER BEST OF 765+876=!! VOL.03                                             | 天海春香（中村繪里子）、高槻彌生（仁後真耶子）、水瀨伊織（釘宮理惠）、如月千早（今井麻美）、菊地真（平田宏美） | 《GO MY WAY!!（M@STER VERSION）》 | 遊戲《偶像大師》相關樂曲                                                                       |
| 6月23日  | THE IDOLM@STER BEST OF 765+876=!! VOL.03                                             | 菊地真（平田宏美）、秋月律子（若林直美）、如月千早（今井麻美）、星井美希（長谷川明子）、我那霸響（沼倉愛美） | 《》 | 遊戲《偶像大師》相關樂曲                                                                       |
| 6月23日  | THE IDOLM@STER BEST OF 765+876=!! VOL.03                                             | 如月千早（今井麻美）、三浦梓（高橋智秋）、水瀨伊織（釘宮理惠）、雙海亞美／真美（下田麻美）、水谷繪理（花澤香菜） | 《LOST》 | 遊戲《偶像大師》相關樂曲                                                                       |
| 6月23日  | THE IDOLM@STER BEST OF 765+876=!! VOL.03                                             | IM@S ALLSTARS++ | 《L・O・B・M》 | 遊戲《偶像大師》相關樂曲                                                                       |
| 6月23日  | THE IDOLM@STER BEST OF 765+876=!! VOL.03                                             | IM@S ALLSTARS1641 | 《THE IDOLM@STER》 | 遊戲《偶像大師》相關樂曲                                                                       |
| 6月23日  | Endless kiss                                                                         | 桐生夕月（今井麻美） | 《》 | 電視動畫《Kiss×sis》相關樂曲                                                                   |
| 7月3日   | THE IDOLM@STER BEST OF 765+876=!! THE iDRE@MLOST                                     | 如月千早（今井麻美） | 《LOST》 | 遊戲《偶像大師》相關樂曲                                                                       |
| 8月25日  | coccarda                                                                             | 切露西（今井麻美） | 《》 | 電視動畫《祝福的钟声》插曲                                                                     |
| 8月28日  |                                                                                      | 川上紀衣子（今井麻美） | 《初戀加速空間》 | OVA《紧扣的星星》前篇片尾曲                                                                    |
| 9月22日  |                                                                                      | 牧瀨紅莉（今井麻美） | 《》 | 遊戲《命運石之門》相關樂曲                                                                     |
| 9月22日  | THE IDOLM@STER MASTER ARTIST 2 Prologue                                              | IM@S 765PRO ALLSTARS | 《》 | 遊戲《偶像大師2》相關樂曲                                                                      |
| 12月1日  | THE IDOLM@STER MASTER ARTIST 2 -FIRST SEASON- 04 菊地真                              | 菊地真（平田宏美）、如月千早（今井麻美）、四條貴音（原由實） | 《》 | 遊戲《偶像大師2》相關樂曲                                                                      |
| 12月1日  | THE IDOLM@STER MASTER ARTIST 2 -FIRST SEASON- 06 四條貴音                            | 四條貴音（原由實）、菊地真（平田宏美）、如月千早（今井麻美） | 《》 | 遊戲《偶像大師2》相關樂曲                                                                      |
| 12月8日  | THE IDOLM@STER MASTER ARTIST 2 -FIRST SEASON- 05 如月千早                            | 如月千早（今井麻美） | 《arcadia》 《關於愛》 《MEGARE!（M@STER VERSION）》 《》 | 遊戲《偶像大師2》相關樂曲                                                                      |
| 12月8日  | THE IDOLM@STER MASTER ARTIST 2 -FIRST SEASON- 05 如月千早                            | 如月千早（今井麻美）、菊地真（平田宏美）、四條貴音（原由實） | 《》 | 遊戲《偶像大師2》相關樂曲                                                                      |
| 12月15日 | BLAZBLUE SONG ACCORD #2 with CONTINUUM SHIFT II                                      | 彌生椿（今井麻美） | 《深蒼》 | 遊戲《蒼翼默示錄：連續變換2》主題曲                                                            |
| 12月15日 | BLAZBLUE SONG ACCORD #2 with CONTINUUM SHIFT II                                      | 諾愛兒‧梵密利歐（近藤佳奈子）、彌生椿（今井麻美） | 《Don't Look Back》 | 遊戲《蒼翼默示錄：連續變換2》相關樂曲                                                          |
| 12月30日 |                                                                                      | 東風谷早苗（今井麻美） | 《》 《》 |                                                                                                |
| 12月30日 | 東風谷早苗（今井麻美）、八坂神奈子（平田宏美）、洩矢諏訪子（成瀨未亞）               | 《》 | |                                                                                                |
| 2011年   |                                                                                      | | |                                                                                                |
| 1月10日  | THE IDOLM@STER 2 765pro H@PPINESS NEW YE@R P@RTY !! 2011                             | 如月千早（今井麻美） | 《Large Size Party》 《》 | 遊戲《偶像大師2》相關樂曲                                                                      |
| 2月9日   | The world is all one !!                                                              | 菊地真（平田宏美）、如月千早（今井麻美）、四條貴音（原由實） | 《The world is all one !!（M@STER VERSION）》 | 遊戲《偶像大師2》相關樂曲                                                                      |
| 2月9日   | The world is all one !!                                                              | 765PRO ALLSTARS | 《The world is all one !!（M@STER VERSION）》 | 遊戲《偶像大師2》相關樂曲                                                                      |
| 2月9日   | The world is all one !!                                                              | 天海春香（中村繪里子）、如月千早（今井麻美）、高槻彌生（仁後真耶子）、菊地真（平田宏美）、雙海亞美／真美（下田麻美）、星井美希（長谷川明子）、秋月律子（若林直美）、四條貴音（原由實）、我那霸響（沼倉愛美）、萩原雪步（淺倉杏美）                     | 《》 | 遊戲《偶像大師2》相關樂曲                                                                      |
| 3月13日  | 幻想鄉School Days                                                                    | 東風谷早苗（今井麻美） | 《》 |                                                                                                |
| 6月25日  | THE IDOLM@STER MASTER BOX VII                                                        | 如月千早（今井麻美） | 《Colorful Days》 《》 《》 《》 《L・O・B・M》 | 遊戲《偶像大師 SP》相關樂曲                                                                    |
| 8月10日  | THE IDOLM@STER ANIM@TION MASTER 01 READY!!                                           | 765PRO ALLSTARS | 《READY!!（M@STER VERSION）》 | 電視動畫《偶像大師》前期片頭曲                                                                 |
| 8月31日  |                                                                                      | 飛鳥（原田瞳）、斑鳩（今井麻美）、葛城（小林優）、柳生（水橋香織）、雲雀（井口裕香） | 《》 | 遊戲《閃亂神樂 -少女們的真影-》主題曲                                                          |
| 9月7日   | THE IDOLM@STER ANIM@TION MASTER 02                                                   | 如月千早（今井麻美） | 《》 | 電視動畫《偶像大師》插曲                                                                       |
| 9月7日   | THE IDOLM@STER ANIM@TION MASTER 02                                                   | 765PRO ALLSTARS | 《The world is all one !!（M@STER VERSION）》 | 電視動畫《偶像大師》片尾曲                                                                     |
| 10月5日  | THE IDOLM@STER ANIM@TION MASTER 03                                                   | 765PRO ALLSTARS | 《L・O・B・M》 | 電視動畫《偶像大師》插曲                                                                       |
| 10月5日  | THE IDOLM@STER ANIM@TION MASTER 03                                                   | 765PRO ALLSTARS | 《THE IDOLM@STER》 | 電視動畫《偶像大師》片尾曲                                                                     |
| 10月5日  | THE IDOLM@STER ANIM@TION MASTER 03                                                   | 765+876PRO ALLSTARS | 《GO MY WAY!!》 | 電視動畫《偶像大師》片尾曲                                                                     |
| 10月6日  |                                                                                      | （瞰野純）、（遠藤綾）、（青木春子）、（今井麻美）、（姓名未公開）、（喜多村英梨） | 《》 | 柏青哥遊戲《》相關樂曲                                                                         |
| 10月6日  | （瞰野純）、（遠藤綾）、（青木春子）、（今井麻美）                                   | 《》 | | 柏青哥遊戲《》相關樂曲                                                                         |
| 10月6日  | （今井麻美）                                                                         | 《》 | | 柏青哥遊戲《》相關樂曲                                                                         |
| 11月9日  | THE IDOLM@STER ANIM@TION MASTER 04 CHANGE!!!!                                        | 765PRO ALLSTARS | 《CHANGE!!!!（M@STER VERSION）》 | 電視動畫《偶像大師》後期片頭曲                                                                 |
| 11月9日  | THE IDOLM@STER ANIM@TION MASTER 04 CHANGE!!!!                                        | 如月千早（今井麻美）、三浦梓（高橋智秋）、我那霸響（沼倉愛美） | 《》 | 電視動畫《偶像大師》相關樂曲                                                                   |
| 11月25日 |                                                                                      | 牧瀨紅莉（今井麻美） | 《》 | 電視動畫《命運石之門》相關樂曲                                                                 |
| 11月30日 | THE IDOLM@STER ANIM@TION MASTER 05                                                   | 天海春香（中村繪里子）、星井美希（長谷川明子）、如月千早（今井麻美）、高槻彌生（仁後真耶子）、萩原雪步（淺倉杏美）、菊地真（平田宏美）、雙海真美（下田麻美）、四條貴音（原由實）、我那霸響（沼倉愛美）                                                 | 《》 | 電視動畫《偶像大師》插曲                                                                       |
| 11月30日 | THE IDOLM@STER ANIM@TION MASTER 05                                                   | 765PRO ALLSTARS | 《i》 《MEGARE!（M@STER VERSION）》 | 電視動畫《偶像大師》片尾曲                                                                     |
| 11月30日 | THE IDOLM@STER ANIM@TION MASTER 05                                                   | 天海春香（中村繪里子）、星井美希（長谷川明子）、如月千早（今井麻美）、雙海亞美／真美（下田麻美）、四條貴音（原由實）、我那霸響（沼倉愛美） | 《Colorful Days（M@STER VERSION）》 | 電視動畫《偶像大師》片尾曲                                                                     |
| 12月15日 | [ 51 ]                                                                               | 安藤林檎（今井麻美）、艾露露（園崎未惠）、艾蜜緹（菊池志穗）、巫巫（佐倉薰） | 《》 | 遊戲《魔法氣泡20週年紀念》相關樂曲                                                             |
| 12月28日 | THE IDOLM@STER ANIM@TION MASTER 06                                                   | 如月千早（今井麻美）、天海春香（中村繪里子）、星井美希（長谷川明子）、高槻彌生（仁後真耶子）、萩原雪步（淺倉杏美）、菊地真（平田宏美）、雙海亞美／真美（下田麻美）、水瀨伊織（釘宮理惠）、三浦梓（高橋智秋）、四條貴音（原由實）、我那霸響（沼倉愛美） | 《》 | 電視動畫《偶像大師》插曲                                                                       |
| 12月28日 | THE IDOLM@STER ANIM@TION MASTER 06                                                   | 如月千早（今井麻美） | 《》 | 電視動畫《偶像大師》相關樂曲                                                                   |
| 2012年   |                                                                                      | | |                                                                                                |
| 2月1日   | THE IDOLM@STER ANIM@TION MASTER 07                                                   | 如月千早（今井麻美） | 《》 | 電視動畫《偶像大師》插曲                                                                       |
| 2月1日   | THE IDOLM@STER ANIM@TION MASTER 07                                                   | 天海春香（中村繪里子）、如月千早（今井麻美）、雙海亞美／真美（下田麻美）、三浦梓（高橋智秋）、四條貴音（原由實）、我那霸響（沼倉愛美） | 《Happy Christmas》 | 電視動畫《偶像大師》插曲                                                                       |
| 2月1日   | THE IDOLM@STER ANIM@TION MASTER 07                                                   | 765PRO ALLSTARS | 《READY!!&CHANGE!!!! SPECIAL EDITION》 《》 | 電視動畫《偶像大師》插曲                                                                       |
| 2月1日   | THE IDOLM@STER ANIM@TION MASTER 07                                                   | 765PRO ALLSTARS | 《》 《》 | 電視動畫《偶像大師》片尾曲                                                                     |
| 2月9日   | THE IDOLM@STER MASTER BOX VIII                                                       | 如月千早（今井麻美） | 《The world is all one !!》 《》 《》 《Honey Heartbeat》 《Little Match Girl》 | 遊戲《偶像大師2》相關樂曲                                                                      |
| 4月26日  |                                                                                      | 如月千早（今井麻美） | 《arcadia -BOSSA NOVA Rearrange Mix-》 | 電視動畫《偶像大師》相關樂曲                                                                   |
| 4月26日  | 如月千早（今井麻美）、高槻彌生（仁後真耶子）、水瀨伊織（釘宮理惠）                   | 《Slapp Happy!!!》 | | 電視動畫《偶像大師》相關樂曲                                                                   |
| 6月6日   |                                                                                      | 諾娃（今井麻美）、優尼（喜多村英梨） | 《Sham Cold Girls》 | 遊戲《》相關樂曲                                                                               |
| 6月6日   | 諾娃（今井麻美）                                                                     | 《Mission! -cool lady's will-》 | | 遊戲《》相關樂曲                                                                               |
| 8月22日  | CHOCOLATE SELECTION                                                                  | 森下未散（今井麻美） | 《》 | 電視動畫《戀愛與選舉與巧克力》相關樂曲                                                         |
| 8月31日  |                                                                                      | （今井麻美） | 《》 | 遊戲《音樂槍槍2》相關樂曲                                                                      |
| 10月10日 |                                                                                      | 華麗·片倉小十郎（今井麻美） | 《Cry》 | 電視動畫《戰國Collection》插曲                                                                 |
| ？       | 南国育ち in HAWAII Original Sound Track                                              | （瞰野純）、（遠藤綾）、（青木春子）、（今井麻美）、（姓名未公開）、（喜多村英梨） | 《》 《》 | 柏青哥遊戲《》相關樂曲                                                                         |
| ？       | 南国育ち in HAWAII Original Sound Track                                              | （今井麻美） | 《》 | 柏青哥遊戲《》相關樂曲                                                                         |
| 11月7日  |                                                                                      | 如月千早（今井麻美）、萩原雪步（淺倉杏美） | 《Little Match Girl（M@STER VERSION）》 《》 | 電視動畫《偶像大師》相關樂曲                                                                   |
| 11月7日  | 如月千早（今井麻美）                                                                 | 《Shangri-La》 《》 | | 電視動畫《偶像大師》相關樂曲                                                                   |
| 11月14日 |                                                                                      | 天海春香（中村繪里子）、如月千早（今井麻美） | 《》 | 廣播《IM@STUDIO》主題曲                                                                        |
| 11月14日 | 如月千早（今井麻美）                                                                 | | 《》 |                                                                                                |
| 11月28日 |                                                                                      | 765PRO ALLSTARS featuring 迷你偶像 | 《》 《》 | 網路動畫《迷你偶像大師》主題曲                                                                 |
| 12月26日 |                                                                                      | 諾娃（今井麻美） | 《with confidence》 | 遊戲《》相關樂曲                                                                               |
| 12月26日 | 黑靈心（今井麻美）                                                                   | 《goddess of victory》 | | 遊戲《》相關樂曲                                                                               |
| 12月29日 |                                                                                      | 鷲岡至（三森铃子）、淺木飛鳥（今井麻美）、織部琴音（喜多村英梨） | 《》 | 柏青哥遊戲《魔幻組曲 稜鏡娜娜》相關樂曲                                                        |
| 12月29日 | 熱力娜娜（三森鈴子）、大地娜娜（今井麻美）、海藍娜娜（喜多村英梨）                   | 《》 《Reach for the beach》 | | 柏青哥遊戲《魔幻組曲 稜鏡娜娜》相關樂曲                                                        |
| 12月29日 | 淺木飛鳥（今井麻美）                                                                 | 《白鷺流舞》 | | 柏青哥遊戲《魔幻組曲 稜鏡娜娜》相關樂曲                                                        |
| 2013年   |                                                                                      | | |                                                                                                |
| 1月9日   |                                                                                      | 如月千早（今井麻美） | 《choco fondue》 《》 《TODAY with ME》 | 網路動畫《迷你偶像大師》相關樂曲                                                               |
| 1月11日  |                                                                                      | 花園雪（今井麻美） | 《六花撫子》 《慕情春海〜愛染篇〜》 | 歌曲企劃《月歌。》相關樂曲                                                                     |
| 1月23日  |                                                                                      | 篠崎步美（今井麻美）、中嶋直美（佐藤利奈） | 《》 | 遊戲《屍體派對》相關樂曲                                                                       |
| 1月30日  |                                                                                      | 天海春香（中村繪里子）、星井美希（長谷川明子）、如月千早（今井麻美）、高槻彌生（仁後真耶子）、萩原雪步（淺倉杏美）、我那霸響（沼倉愛美） | 《We Have A Dream（M@STER VERSION）》 | 柏青哥遊戲《THE IDOLM@STER LIVE in SLOT!》主題曲                                               |
| 1月30日  | 如月千早（今井麻美）                                                                 | 《》 | 電視動畫《偶像大師》相關樂曲 |                                                                                                |
| 2月13日  |                                                                                      | 飛鳥（原田瞳）、斑鳩（今井麻美）、葛城（小林優）、柳生（水橋香織）、雲雀（井口裕香） | 《Fighting Dreamer》 | 電視動畫《閃亂神樂》片尾曲                                                                     |
| 2月27日  |                                                                                      | 森下未散（今井麻美）、扇橋香奈（井口裕香） | 《》 | 電視動畫《戀愛與選舉與巧克力》相關樂曲                                                         |
| 2月27日  | 森下未散（今井麻美）                                                                 | | 《》 | 電視動畫《戀愛與選舉與巧克力》相關樂曲                                                         |
| 3月27日  |                                                                                      | 林檎（今井麻美） | 《》 | 遊戲《魔法氣泡20週年紀念》相關樂曲                                                             |
| 3月27日  |                                                                                      | 天海春香（中村繪里子）、星井美希（長谷川明子）、如月千早（今井麻美）、高槻彌生（仁後真耶子） | 《百合搖啊搖啊輕鬆百合大事件》 | 漫畫《偶像大師》相關樂曲                                                                       |
| 4月10日  |                                                                                      | 如月千早（今井麻美） | 《》 | 電視動畫《偶像大師》相關樂曲                                                                   |
| 4月24日  | THE IDOLM@STER LIVE THE@TER PERFORMANCE 01 Thank You!                                | 765 MILLIONSTARS | 《Thank You!》 | 遊戲《偶像大師 百萬人演唱會！》主題曲                                                          |
| 4月24日  | THE IDOLM@STER LIVE THE@TER PERFORMANCE 01 Thank You!                                | 765PRO ALLSTARS | 《Thank You!》 | 遊戲《偶像大師 百萬人演唱會！》主題曲                                                          |
| 4月24日  |                                                                                      | 如月千早（今井麻美）、萩原雪步（淺倉杏美）、雙海亞美／真美（下田麻美）、我那霸響（沼倉愛美） | 《TODAY with ME》 | 網路動畫《迷你偶像大師》片尾曲                                                                 |
| 4月24日  | 小千早（今井麻美）、小雪步（淺倉杏美）、小亞美／小真美（下田麻美）、小響（沼倉愛美） | 《TODAY with ME Petit Special ver.》 | 網路動畫《迷你偶像大師》相關樂曲 |                                                                                                |
| 7月7日   |                                                                                      | 如月千早（今井麻美） | 《READY!!》 | 電視動畫《偶像大師》相關樂曲                                                                   |
| 7月31日  | THE IDOLM@STER LIVE THE@TER PERFORMANCE 04                                           | 如月千早（今井麻美） | 《Snow White》 | 遊戲《偶像大師 百萬人演唱會！》相關樂曲                                                        |
| 7月31日  | THE IDOLM@STER LIVE THE@TER PERFORMANCE 04                                           | 如月千早（今井麻美）、北澤志保（雨宫天）、田中琴葉（種田梨沙）、所惠美（藤井幸代） | 《Blue Symphony》 | 遊戲《偶像大師 百萬人演唱會！》相關樂曲                                                        |
| 8月10日  |                                                                                      | 鷲岡至（三森鈴子）、淺木飛鳥（今井麻美）、織部琴音（喜多村英梨） | 《》 《》 | 柏青哥遊戲《魔幻組曲 稜鏡娜娜》相關樂曲                                                        |
| 8月28日  |                                                                                      | 諾娃×黑靈心（今井麻美） | 《Fly High!（idol dance ver）》 《HP∞L♡VE Power（idol dance ver）》 《Dear…every day（idol dance ver）》 《with confidence（idol dance ver）》                                                                                            | 遊戲《神次元偶像 戰機少女PP》相關樂曲                                                          |
| 9月15日  |                                                                                      | 如月千早（今井麻美） | 《CHANGE!!!!》 | 電視動畫《偶像大師》相關樂曲                                                                   |
| 9月18日  | THE IDOLM@STER 765PRO ALLSTARS+ GRE@TEST BEST!-THE IDOLM@STER HISTORY-               | 765PRO ALLSTARS | 《MUSIC♪（M@STER VERSION）》 | 遊戲《偶像大師 閃耀祭典》相關樂曲                                                              |
| 12月18日 | THE IDOLM@STER 765PRO ALLSTARS+ GRE@TEST BEST!-LOVE&PEACE!-                          | 天海春香（中村繪里子）、如月千早（今井麻美）、三浦梓（高橋智秋）、秋月律子（若林直美） | 《Vault That Borderline!（M@STER VERSION）》 | 遊戲《偶像大師 閃耀祭典》相關樂曲                                                              |
| 2014年   |                                                                                      | | |                                                                                                |
| 1月8日   |                                                                                      | 十六夜（今井麻美） | 《recta ratio》 | 遊戲《蒼翼默示錄》相關樂曲                                                                     |
| 1月29日  | M@STERPIECE                                                                          | 765PRO ALLSTARS | 《M@STERPIECE》 | 動畫電影《》主題曲                                                                             |
| 1月29日  | M@STERPIECE                                                                          | 765PRO ALLSTARS | 《THE IDOLM@STER（MOVIE VERSION）》 | 動畫電影《》插曲                                                                               |
| 1月29日  | M@STERPIECE                                                                          | 天海春香（中村繪里子）、星井美希（長谷川明子）、如月千早（今井麻美）、高槻彌生（仁後真耶子）、菊地真（平田宏美）、水瀨伊織（釘宮理惠）、雙海亞美／真美（下田麻美）、三浦梓（高橋智秋）、萩原雪步（淺倉杏美）、我那霸響（沼倉愛美）、四條貴音（原由實） | 《M@STERPIECE（MOVIE VERSION）》 | 動畫電影《》插曲                                                                               |
| 1月29日  | M@STERPIECE                                                                          | 天海春香（中村繪里子）、如月千早（今井麻美）、三浦梓（高橋智秋） | 《MUSIC♪（M@STER VERSION）》 | 動畫電影《》插曲                                                                               |
| 1月      |                                                                                      | 如月千早（今井麻美） | 《》 | 遊戲《偶像大師》相關樂曲                                                                       |
| 2月22日  | THE IDOLM@STER M@STERS OF IDOL WORLD!!2014 會場限定CD                                | 如月千早（今井麻美） | 《MUSIC♪（M@STER VERSION）》 《Vault That Borderline!（M@STER VERSION）》 | 遊戲《偶像大師 閃耀祭典》相關樂曲                                                              |
| 5月28日  |                                                                                      | 秋月律子（若林直美）、菊地真（平田宏美）、天海春香（中村繪里子）、如月千早（今井麻美） | 《》 | 網路動畫《迷你偶像大師 第二季》片尾曲                                                          |
| 6月18日  |                                                                                      | 765PRO ALLSTARS | 《》 | 動畫電影《》插曲                                                                               |
| 7月9日   |                                                                                      | 如月千早（今井麻美） | 《》 《》 | 網路動畫《迷你偶像大師 第二季》片尾曲                                                          |
| 8月1日   |                                                                                      | 如月千早（今井麻美） | 《》 | 電視動畫《偶像大師》相關樂曲                                                                   |
| 8月7日   |                                                                                      | 國立半藏學院 | 《》 | 遊戲《閃亂神樂2 -真紅-》主題曲                                                                 |
| 8月7日   |                                                                                      | 斑鳩（今井麻美） | 《》 | 遊戲《閃亂神樂2 -真紅-》相關樂曲                                                               |
| 8月13日  |                                                                                      | 765PRO ALLSTARS | 《》 | 動畫電影《》片尾曲                                                                             |
| 8月13日  | 天海春香（中村繪里子）、星井美希（長谷川明子）、如月千早（今井麻美）                 | 《Fate of the World》 | 動畫電影《》插曲 |                                                                                                |
| 8月27日  | THE IDOLM@STER MASTER ARTIST 3 Prologue ONLY MY NOTE                                 | 765PRO ALLSTARS | 《ONLY MY NOTE（M@STER VERSION）》 | 遊戲《偶像大師 全力以赴》相關樂曲                                                              |
| 8月27日  |                                                                                      | 諾娃×黑靈心（今井麻美） | 《》br/>《》 | 遊戲《》相關樂曲                                                                               |
| 8月27日  | 諾娃（今井麻美）、優尼（喜多村英梨）                                                 | 「Sham Cold Girls（Remix）》 | | 遊戲《》相關樂曲                                                                               |
| 8月27日  | 4女神合唱                                                                            | 《Fly High!（idol dance ver）》 《with confidence（idol dance ver）》 《HP∞L♡VE Power（idol dance ver）》 《Dear…every day（idol dance ver）》 《》 《》                                                                                               | | 遊戲《》相關樂曲                                                                               |
| 9月24日  | THE IDOLM@STER LIVE THE@TER HARMONY 04                                               | Eternal Harmony | 《Eternal Harmony》 《Welcome!!》 | 遊戲《偶像大師 百萬人演唱會！》相關樂曲                                                        |
| 9月24日  | THE IDOLM@STER LIVE THE@TER HARMONY 04                                               | 如月千早（今井麻美） | 《Just be myself!!》 | 遊戲《偶像大師 百萬人演唱會！》相關樂曲                                                        |
| 9月25日  |                                                                                      | 宙海茱比艾兒（今井麻美）、東江艾露露（原由實） | 《Prayer》 | 遊戲《神明與命運覺醒的交叉論題》相關樂曲                                                       |
| 10月4日  |                                                                                      | 如月千早（今井麻美） | 《We Have A Dream（M@STER VERSION）》 | 柏青哥遊戲《THE IDOLM@STER LIVE in SLOT!》相關樂曲                                             |
| 10月8日  | PERFECT IDOL THE MOVIE                                                               | 如月千早（今井麻美）、天海春香（中村繪里子）、秋月律子（若林直美） | 《》 | 動畫電影《》相關樂曲                                                                           |
| 10月22日 | THE IDOLM@STER M@STERS OF IDOL WORLD!!2014 特典CD                                    | 天海春香（中村繪里子）、如月千早（今井麻美）、星井美希（長谷川明子）、島村卯月（大橋彩香）、澀谷凜（福原綾香）、本田未央（原紗友里）、春日未來（山崎遙）、最上静香（田所梓）、伊吹翼（Machico）                                                        | 《IDOL POWER RAINBOW》 | 演唱會「THE IDOLM@STER M@STERS OF IDOL WORLD!!2014」主題曲                                     |
| 10月22日 | THE IDOLM@STER M@STERS OF IDOL WORLD!!2014 特典CD                                    | 天海春香（中村繪里子）、如月千早（今井麻美）、星井美希（長谷川明子） | 《IDOL POWER RAINBOW》 | 演唱會「THE IDOLM@STER M@STERS OF IDOL WORLD!!2014」主題曲                                     |
| 12月28日 |                                                                                      | [ 成员 16 ] | 《》 | 廣播劇CD《》主題曲                                                                             |
| 2015年   |                                                                                      | | |                                                                                                |
| 2月25日  | THREE HEARTS                                                                         | （綠川光）、（今井麻美）、（內田彩） | 《THREE HEARTS》 | 遊戲《鎖鏈戰記～羈絆的新大陸～》相關樂曲                                                       |
| 2月25日  | THREE HEARTS                                                                         | （今井麻美） | 《幻月》 | 遊戲《鎖鏈戰記～羈絆的新大陸～》相關樂曲                                                       |
| 3月25日  |                                                                                      | 阿南葵（今井麻美） | 《》 | OVA《普通女高中生要做當地偶像》相關樂曲                                                        |
| 3月25日  | AWA2GiRLS                                                                            | OVA《普通女高中生要做當地偶像》插曲 | 《》 |                                                                                                |
| 3月25日  | AWA2GiRLS                                                                            | 《》 | OVA《普通女高中生要做當地偶像》第2話插曲 |                                                                                                |
| 4月23日  |                                                                                      | 妮普媞努（田中理惠）、諾娃（今井麻美）、布蘭（阿澄佳奈）、貝兒（佐藤利奈） | 《》 | 遊戲《》超次元篇主題曲                                                                         |
| 6月11日  | -                                                                                    | 765PRO ALLSTARS | 《》 | 遊戲《偶像大師》相關樂曲                                                                       |
| 6月24日  | [ 52 ]                                                                               | 姬妲（金元壽子）、露莉亞（東山奈央）、維拉（今井麻美）、瑪麗（長谷川明子） | 《》 | 遊戲《碧藍幻想》相關樂曲                                                                       |
| 6月24日  | [ 52 ]                                                                               | 維拉（今井麻美） | 《》 | 遊戲《碧藍幻想》相關樂曲                                                                       |
| 7月8日   | THE IDOLM@STER MASTER ARTIST 3 07 如月千早                                           | 如月千早（今井麻美） | 《》 《Fate of the World》 《》 《恋人是聖誕老人》 《》 《ONLY MY NOTE（M@STER VERSION）》 | 遊戲《偶像大師 全力以赴》相關樂曲                                                              |
| 7月18日  | THE IDOLM@STER M@STERS OF IDOL WORLD!! 2015 M@STERPIECE & 10th Anniversary Mix       | 如月千早（今井麻美） | 《M@STERPIECE》 | 動畫電影《》相關樂曲                                                                           |
| 7月18日  | THE IDOLM@STER LIVE THE@TER SOLO COLLECTION Vol.02                                   | 如月千早（今井麻美） | 《Thank You!》 | 遊戲《偶像大師 百萬人演唱會！》相關樂曲                                                        |
| 9月30日  | THE IDOLM@STER LIVE THE@TER DREAMERS 01 Dreaming!                                    | MILLION ALLSTARS | 《Welcome!!》 | 遊戲《偶像大師 百萬人演唱會！》相關樂曲                                                        |
| 12月2日  | THE IDOLM@STER LIVE THE@TER DREAMERS 03                                              | 如月千早（今井麻美）、最上静香（田所梓）、周防桃子（渡部惠子）、真壁瑞希（阿部里果）、德川茉莉（諏訪彩花）、馬場木實（高橋未奈美）、二階堂千鶴（野村香菜子）、萩原雪步（淺倉杏美）、箱崎星梨花（麻倉桃）、宮尾美也（桐谷蝶蝶）                         | 《Dreaming!》 | 遊戲《偶像大師 百萬人演唱會！》相關樂曲                                                        |
| 12月2日  | THE IDOLM@STER LIVE THE@TER DREAMERS 03                                              | 如月千早（今井麻美）、最上静香（田所梓） | 《》 | 遊戲《偶像大師 百萬人演唱會！》相關樂曲                                                        |
| 12月2日  |                                                                                      | （今井麻美） | 《》 | 遊戲《鎖鏈戰記～羈絆的新大陸～》相關樂曲                                                       |
| 12月2日  | （綠川光）、（今井麻美）、（內田彩）                                                 | 《OPEN YOUR CHRONICLE》 | | 遊戲《鎖鏈戰記～羈絆的新大陸～》相關樂曲                                                       |
| 12月2日  | （內田彩）、（今井麻美）                                                             | 《魔法少女A》 | | 遊戲《鎖鏈戰記～羈絆的新大陸～》相關樂曲                                                       |
| 12月2日  | （今井麻美）、（內田彩）、（村川梨衣）、（大坪由佳）                                 | 《SUKI SUKI REAL》 | | 遊戲《鎖鏈戰記～羈絆的新大陸～》相關樂曲                                                       |
| 12月2日  | （綠川光）、（今井麻美）、（內田彩）、（村川梨衣）、（大坪由佳）                     | 《》 | | 遊戲《鎖鏈戰記～羈絆的新大陸～》相關樂曲                                                       |
| 12月29日 |                                                                                      | 霸道 | 《》 | 柏青哥遊戲《》相關樂曲                                                                         |
| 2016年   |                                                                                      | | |                                                                                                |
| 2月17日  | THE IDOLM@STER MASTER ARTIST 3 FINALE Destiny                                        | 765PRO ALLSTARS | 《Destiny（M@STER VERSION）》 | 遊戲《偶像大師 全力以赴》相關樂曲                                                              |
| 2月17日  | THE IDOLM@STER MASTER ARTIST 3 FINALE Destiny                                        | 如月千早（今井麻美） | 《Destiny（M@STER VERSION）》 | 遊戲《偶像大師 全力以赴》相關樂曲                                                              |
| 3月28日  | -                                                                                    | 黑神夜瑠（今井麻美） | 《METAMORPHOSE》 | 遊戲《Magia Connect》主題曲                                                                    |
| 3月28日  | -                                                                                    | 黑神夜瑠（今井麻美） | 《Dark Innocent》 | 遊戲《Magia Connect》插曲                                                                      |
| 6月8日   | THE IDOLM@STER M@STERS OF IDOL WORLD!!2015 特典CD                                    | 天海春香（中村繪里子）、如月千早（今井麻美）、星井美希（長谷川明子）、島村卯月（大橋彩香）、澀谷凛（福原綾香）、本田未央（原紗友里）、春日未來（山崎遙）、最上静香（田所梓）、伊吹翼（Machico）                                                        | 《》 | 演唱會「THE IDOLM@STER M@STERS OF IDOL WORLD!!2015」主題曲                                     |
| 6月8日   | THE IDOLM@STER M@STERS OF IDOL WORLD!!2015 特典CD                                    | 天海春香（中村繪里子）、如月千早（今井麻美）、星井美希（長谷川明子） | 《》 | 演唱會「THE IDOLM@STER M@STERS OF IDOL WORLD!!2015」主題曲                                     |
| 7月15日  |                                                                                      | 花園雪（今井麻美） | 《》 《碧落》 | 歌曲企劃《月歌。》相關樂曲                                                                     |
| 7月20日  | THE IDOLM@STER PLATINUM MASTER 00 Happy!                                             | 天海春香（中村繪里子）、如月千早（今井麻美）、萩原雪步（淺倉杏美）、水瀨伊織（釘宮理惠）、三浦梓（高橋智秋）、我那霸響（沼倉愛美）、秋月律子（若林直美）                                                                                               | 《Happy!（M@STER VERSION）》 | 遊戲《偶像大師 白金星光》相關樂曲                                                              |
| 9月21日  | THE IDOLM@STER PLATINUM MASTER 02 僕たちのResistance                                 | 高槻彌生（仁後真耶子）、如月千早（今井麻美）、星井美希（長谷川明子）、我那霸響（沼倉愛美） | 《》 | 遊戲《偶像大師 白金星光》相關樂曲                                                              |
| 10月15日 | -                                                                                    | 鷲岡至（三森鈴子）、淺木飛鳥（今井麻美）、織部琴音（喜多村英梨） | 《》 | OVA《魔幻組曲 稜鏡娜娜》Vol.3插曲                                                              |
| 12月     | MAGICAL SUITE PRISMNANA MUSIC COLLECTION VOL.2 STARRY SONGS                          | 鷲岡至（三森鈴子）、淺木飛鳥（今井麻美）、織部琴音（喜多村英梨）、柊真子（安濟知佳） | 《Starry Melody》 | OVA《魔幻組曲 稜鏡娜娜》主題曲                                                                 |
| 2017年   |                                                                                      | | |                                                                                                |
| ？       |                                                                                      | （瞰野純）、（今井麻美）、（姓名未公開） | 《Reach for the SKY!》 《Reach for the SKY!~NSHver~》 | 柏青哥遊戲《》相關樂曲                                                                         |
| 1月28日  |                                                                                      | 如月千早（今井麻美） | 《》 | 遊戲《偶像大師 白金星光》相關樂曲                                                              |
| 3月15日  |                                                                                      | 八束由紀惠（今井麻美） | 《》 | 遊戲《》相關樂曲                                                                               |
| 3月29日  |                                                                                      | 765PRO ALLSTARS | 《》 《》 《》 | 活動《THE IDOLM@STER PRODUCER MEETING 2017 765PRO ALLSTARS -Fun to the new vision!!-》相關樂曲 |
| 3月29日  | 如月千早（今井麻美）、萩原雪步（淺倉杏美）                                           | 《》 | | 活動《THE IDOLM@STER PRODUCER MEETING 2017 765PRO ALLSTARS -Fun to the new vision!!-》相關樂曲 |
| 6月21日  |                                                                                      | [ 成员 19 ] | 《》 | 遊戲《》相關樂曲                                                                               |
| 7月26日  | THE IDOLM@STER MILLION THE@TER GENERATION 01 Brand New Theater!                      | 765 MILLION ALLSTARS | 《Brand New Theater!》 | 遊戲《偶像大师 百万人演唱会！ 剧场时光》主題曲                                                 |
| 7月26日  | THE IDOLM@STER MILLION THE@TER GENERATION 01 Brand New Theater!                      | 765 MILLION ALLSTARS | 《Dreaming!》 | 遊戲《偶像大師 百萬人演唱會！ 劇場時光》主題曲                                                 |
| 8月22日  | THE IDOLM@STER MASTER PRIMAL ROCKIN' RED                                             | 天海春香（中村繪里子）、如月千早（今井麻美）、四條貴音（原由實）、秋月律子（若林直美） | 《BRAVE STAR》 | 遊戲《偶像大師》主題曲                                                                         |
| 8月22日  | THE IDOLM@STER MASTER PRIMAL ROCKIN' RED                                             | 天海春香（中村繪里子）、如月千早（今井麻美） | 《CRIMSON LOVERS》 | 遊戲《偶像大師》主題曲                                                                         |
| 10月7日  |                                                                                      | 如月千早（今井麻美） | 《Happy!（M@STER VERSION）》 | 遊戲《偶像大師 白金星光》相關樂曲                                                              |
| 11月22日 |                                                                                      | Fairy Stars | 《Brand New Theater!》 | 遊戲《偶像大師 百萬人演唱會！ 劇場時光》相關樂曲                                               |
| 12月22日 | THE IDOLM@STER STELLA MASTER 00 ToP!!!!!!!!!!!!!                                     | 765PRO ALLSTARS | 《ToP!!!!!!!!!!!!!（M＠STER VERSION）》 | 遊戲《偶像大師 星光舞台》相關樂曲                                                              |
| 2018年   |                                                                                      | | |                                                                                                |
| 1月6日   |                                                                                      | 如月千早（今井麻美）、萩原雪步（淺倉杏美）、雙海真美（下田麻美） | 《》 | 遊戲《偶像大師 全力以赴》相關樂曲                                                              |
| 1月6日   | THE IDOLM@STER LIVE THE@TER SOLO COLLECTION 05 765PRO ALLSTARS                       | 如月千早（今井麻美） | 《Blue Symphony》 | 遊戲《偶像大師 百萬人演唱會！》相關樂曲                                                        |
| 2月7日   | THE IDOLM@STER STELLA MASTER 01 Vertex Meister                                       | 如月千早（今井麻美）、秋月律子（若林直美）、菊地真（平田宏美）、四條貴音（原由實）、我那霸響（沼倉愛美） | 《Vertex Meister（M@STER VERSION）》 | 遊戲《偶像大師 星光舞台》相關樂曲                                                              |
| 2月7日   | THE IDOLM@STER STELLA MASTER 01 Vertex Meister                                       | 如月千早（今井麻美）、萩原雪步（淺倉杏美） | 《inferno SQUARING》 | 遊戲《偶像大師 星光舞台》相關樂曲                                                              |
| 4月4日   | THE IDOLM@STER MILLION LIVE! M@STER SPARKLE 08                                       | 765 MILLION ALLSTARS | 《Brand New Theater!》 | 遊戲《偶像大師 百萬人演唱會！ 劇場時光》主題曲                                                 |
| 6月13日  | THE IDOLM@STER STELLA MASTER ENCORE shy→shining                                      | 765PRO ALLSTARS | 《shy→shining（M@STER VERSION）》 | 遊戲《偶像大師 星光舞台》相關樂曲                                                              |
| 6月13日  | THE IDOLM@STER STELLA MASTER ENCORE shy→shining                                      | 如月千早（今井麻美） | 《shy→shining（M@STER VERSION）》 | 遊戲《偶像大師 星光舞台》相關樂曲                                                              |
| 8月22日  |                                                                                      | 維拉（今井麻美） | 《》 | 遊戲《碧藍幻想》相關樂曲                                                                       |
| 8月29日  | THE IDOLM@STER MILLION THE@TER GENERATION 11 UNION!!                                 | 765 MILLION ALLSTARS | 《UNION!!》 《Welcome!!》 | 遊戲《偶像大師 百萬人演唱會！ 劇場時光》主題曲                                                 |
| 11月21日 | THE IDOLM@STER 765 MILLIONSTARS HOTCHPOTCH FESTIV@L!! LIVE CD                        | 如月千早（今井麻美）、萩原雪步（淺倉杏美）、水瀨伊織（釘宮理惠）、雙海亞美／真美（下田麻美） | 《》 | 遊戲《偶像大師 百萬人演唱會！ 劇場時光》主題曲                                                 |
| 11月28日 |                                                                                      | （沼倉愛美）、（田所梓）、（松嵜麗）、（今井麻美） | 《》 | 遊戲《超異域公主連結 Re:Dive》插曲                                                             |
| 12月28日 | Fluna!                                                                               | Fluna | 《Fluna!》 《》 | 歌曲企劃《月歌。》相關樂曲                                                                     |
| 2019年   |                                                                                      | | |                                                                                                |
| 1月9日   | THE IDOLM@STER 初星-mix                                                              | 765PRO ALLSTARS | 《THE IDOLM@STER 初星-mix》 | 演唱會「」相關樂曲                                                                             |
| 1月25日  |                                                                                      | 花園雪（今井麻美） | 《》 | 歌曲企劃《月歌。》相關樂曲                                                                     |
| 1月30日  |                                                                                      | 765PRO ALLSTARS | 《》 | 演唱會「」相關樂曲                                                                             |
| 6月26日  | THE IDOLM@STER MILLION THE@TER GENERATION 18 765PRO ALLSTARS                         | 765PRO ALLSTARS | 《LEADER!!》 《Brand New Theater!》 | 遊戲《偶像大師 百萬人演唱會！ 劇場時光》主題曲                                                 |
| 7月24日  | THE IDOLM@STER MILLION THE@TER WAVE 01 Flyers!!!                                     | 765 MILLION ALLSTARS | 《Flyers!!!》 | 遊戲《偶像大師 百萬人演唱會！ 劇場時光》主題曲                                                 |
| 11月29日 | 月花神樂                                                                             | 花園雪（今井麻美） | 《月花神樂》 | 舞台劇《月花神樂》主題曲                                                                       |
|          | [ 註 7 ]                                                                             | 瑪格麗特（今井麻美） | 《》 | 遊戲《重裝戰姬》相關樂曲                                                                       |

### 组合成员
1. ↑  奧井雅美、Stephanie、飛蘭、麻生夏子、下田麻美、佐藤裕美、Suara、美乡秋、中野愛子（日语：中野愛子）、今井麻美、栗林美奈实、新谷良子
2. ↑  仁科步美（堀江由衣）、篠原沙織（松來未祐）、永瀨藍子（今井麻美）、二之宮遙（淺野琉璃）、橘夏美（白石涼子）、長谷川聰美（冰上恭子）、白石美緒（小暮英麻）、綾崎操（增田由紀）、綾崎雛乃（淺井清己）、綾崎静音（高森奈緒）、結城佐奈（木川繪理子（日语：木川絵理子））、山下杏子（松崎史子）
3. ↑  門脇舞以、今井麻美、柏木弘美、水野愛日、吉住梢
4. 1 2 3  天海春香（中村繪里子）、星井美希（長谷川明子）、如月千早（今井麻美）、高槻彌生（仁後真耶子）、萩原雪步（落合祐里香）、菊地真（平田宏美）、雙海亞美／真美（下田麻美）、水瀨伊織（釘宮理惠）、三浦梓（高橋智秋）、秋月律子（若林直美）
5. ↑  天海春香（中村繪里子）、星井美希（長谷川明子）、如月千早（今井麻美）、高槻彌生（仁後真耶子）、萩原雪步（落合祐里香）、菊地真（平田宏美）、雙海亞美／真美（下田麻美）、水瀨伊織（釘宮理惠）、三浦梓（高橋智秋）、秋月律子（若林直美）、音無小鳥（瀧田樹里）
6. ↑  天海春香（中村繪里子）、星井美希（長谷川明子）、如月千早（今井麻美）、高槻彌生（仁後真耶子）、萩原雪步（落合祐里香）、菊地真（平田宏美）、雙海亞美／真美（下田麻美）、水瀨伊織（釘宮理惠）、三浦梓（高橋智秋）、四條貴音（原由實）、我那霸響（沼倉愛美）、秋月律子（若林直美）、音無小鳥（瀧田樹里）
7. ↑  天海春香（中村繪里子）、星井美希（長谷川明子）、如月千早（今井麻美）、高槻彌生（仁後真耶子）、萩原雪步（落合祐里香）、菊地真（平田宏美）、雙海亞美／真美（下田麻美）、水瀨伊織（釘宮理惠）、三浦梓（高橋智秋）、四條貴音（原由實）、我那霸響（沼倉愛美）、秋月律子（若林直美）、音無小鳥（瀧田樹里）、日高愛（戶松遙）、水谷繪理（花澤香菜）、秋月涼（三瓶由布子）
8. 1 2 3 4 5 6 7 8 9 10 11 12 13 14 15 16 17 18 19 20  天海春香（中村繪里子）、星井美希（長谷川明子）、如月千早（今井麻美）、高槻彌生（仁後真耶子）、萩原雪步（淺倉杏美）、菊地真（平田宏美）、雙海亞美／真美（下田麻美）、水瀨伊織（釘宮理惠）、三浦梓（高橋智秋）、四條貴音（原由實）、我那霸響（沼倉愛美）、秋月律子（若林直美）
9. ↑  天海春香（中村繪里子）、星井美希（長谷川明子）、如月千早（今井麻美）、高槻彌生（仁後真耶子）、萩原雪步（淺倉杏美）、菊地真（平田宏美）、雙海亞美／真美（下田麻美）、水瀨伊織（釘宮理惠）、三浦梓（高橋智秋）、四條貴音（原由實）、我那霸響（沼倉愛美）、秋月律子（若林直美）、音無小鳥（瀧田樹里）
10. ↑  天海春香（中村繪里子）、星井美希（長谷川明子）、如月千早（今井麻美）、高槻彌生（仁後真耶子）、萩原雪步（淺倉杏美）、菊地真（平田宏美）、雙海亞美／真美（下田麻美）、水瀨伊織（釘宮理惠）、三浦梓（高橋智秋）、四條貴音（原由實）、我那霸響（沼倉愛美）、秋月律子（若林直美）、音無小鳥（瀧田樹里）、日高愛（戶松遙）、水谷繪理（花澤香菜）、秋月涼（三瓶由布子）
11. ↑  天海春香&小春香（中村繪里子）、如月千早&小千早（今井麻美）、萩原雪步&小雪步（淺倉杏美）、高槻彌生&小彌生（仁後真耶子）、秋月律子&小律子（若林直美）、三浦梓&小梓（高橋智秋）、水瀨伊織&小伊織（釘宮理惠）、菊地真&小真（平田宏美）、雙海亞美／真美&小亞美／小真美（下田麻美）、星井美希&小美希（長谷川明子）、我那霸響&小響（沼倉愛美）、四條貴音&小貴音（原由實）、音無小鳥&小小鳥（瀧田樹里）
12. 1 2  天海春香（中村繪里子）、春日未來（山崎遙）、如月千早（今井麻美）、木下日向（田村奈央）、四條貴音（原由實）、茱莉亞（愛美）、高山紗代子（駒形友梨）、田中琴葉（種田梨沙）、天空橋朋花（小岩井小鳥）、箱崎星梨花（麻倉桃）、松田亞利沙（村川梨衣）、三浦梓（高橋智秋）、水瀨伊織（釘宮理惠）、最上靜香（田所梓）、望月杏奈（夏川椎菜）、矢吹可奈（木戶衣吹）、艾蜜莉·司徒亞特（郁原由宇）、大神環（稻川英里）、我那霸響（沼倉愛美）、菊地真（平田宏美）、北上麗花（平山笑美）、高坂海美（上田麗奈）、佐竹美奈子（大關英里）、島原艾琳娜（角元明日香）、高槻彌生（仁後真耶子）、永吉昴（齊藤佑圭）、野野原茜（小笠原早紀）、馬場木實（高橋未奈美）、福田法子（濱崎奈奈）、舞濱步（戶田惠）、真壁瑞希（阿部里果）、百瀨莉緒（山口立花子）、橫山奈緒（渡部優衣）、秋月律子（若林直美）、伊吹翼（Machico）、北澤志保（雨宫天）、篠宮可憐（近藤唯）、周防桃子（渡部惠子）、德川茉莉（諏訪彩花）、所惠美（藤井幸代）、豐川風花（末柄里惠）、中谷育（原嶋燈）、七尾百合子（伊藤美來）、二階堂千鶴（野村香菜子）、萩原雪步（淺倉杏美）、ROCO（中村溫姬）、雙海亞美／真美（下田麻美）、星井美希（長谷川明子）、宮尾美也（桐谷蝶蝶）
13. ↑  飛鳥（原田瞳）、斑鳩（今井麻美）、葛城（小林優）、柳生（水橋香織）、雲雀（井口裕香）
14. ↑  妮普媞努（田中理惠）、諾娃（今井麻美）、貝兒（佐藤利奈）、布蘭（阿澄佳奈）
15. ↑  如月千早（今井麻美）、艾蜜莉·司徒亞特（郁原由宇）、茱莉亞（愛美）、德川茉莉（諏訪彩花）、豐川風花（末柄里惠）
16. ↑  紅色龍之巫女目射（佐仓绫音）、藍色龍之巫女湯日（洲崎綾）、白色龍之巫女新野（西明日香）、黑色龍之巫女荊原（早見沙織）、綠色龍之巫女釧路（今井麻美）
17. ↑  阿南葵（今井麻美）、鶴木翼（黑澤朋世）、美馬都（新田惠海）
18. ↑  （長谷川靜香）、（今井麻美）、（花澤香菜）、（茅原實里）、（能登麻美子）
19. ↑  熊田一葉（佐仓绫音）、櫻井明音（佐藤利奈）、春宮鶇（高垣彩陽）、八束由紀惠（今井麻美）
20. ↑  天海春香（中村繪里子）、如月千早（今井麻美）、星井美希（長谷川明子）、萩原雪步（淺倉杏美）、高槻彌生（仁後真耶子）、菊地真（平田宏美）、水瀨伊織（釘宮理惠）、四條貴音（原由實）、秋月律子（若林直美）、三浦梓（高橋智秋）、雙海亞美／真美（下田麻美）、我那霸響（沼倉愛美）、春日未來（山崎遙）、最上靜香（田所梓）、伊吹翼（Machico）、島原艾琳娜（角元明日香）、佐竹美奈子（大關英里）、所惠美（藤井幸代）、德川茉莉（諏訪彩花）、箱崎星梨花（麻倉桃）、野野原茜（小笠原早紀）、望月杏奈（夏川椎菜）、ROCO（中村溫姬）、七尾百合子（伊藤美來）、高山紗代子（駒形友梨）、松田亞利沙（村川梨衣）、高坂海美（上田麗奈）、中谷育（原嶋燈）、天空橋朋花（小岩井小鳥）、艾蜜莉·司徒亞特（郁原由宇）、北澤志保（雨宫天）、舞濱步（戶田惠）、木下日向（田村奈央）、矢吹可奈（木戶衣吹）、橫山奈緒（渡部優衣）、二階堂千鶴（野村香菜子）、馬場木實（高橋未奈美）、大神環（稻川英里）、豐川風花（末柄里惠）、宮尾美也（桐谷蝶蝶）、福田法子（濱崎奈奈）、真壁瑞希（阿部里果）、篠宮可憐（近藤唯）、百瀨莉緒（山口立花子）、永吉昴（齊藤佑圭）、北上麗花（平山笑美）、周防桃子（渡部惠子）、茱莉亞（愛美）、白石紬（南早紀）、櫻守歌織（香里有佐）
21. 1 2 3 4  天海春香（中村繪里子）、如月千早（今井麻美）、星井美希（長谷川明子）、萩原雪步（淺倉杏美）、高槻彌生（仁後真耶子）、菊地真（平田宏美）、水瀨伊織（釘宮理惠）、四條貴音（原由實）、秋月律子（若林直美）、三浦梓（高橋智秋）、雙海亞美／真美（下田麻美）、我那霸響（沼倉愛美）、春日未來（山崎遙）、最上靜香（田所梓）、伊吹翼（Machico）、田中琴葉（種田梨沙）、島原艾琳娜（角元明日香）、佐竹美奈子（大關英里）、所惠美（藤井幸代）、德川茉莉（諏訪彩花）、箱崎星梨花（麻倉桃）、野野原茜（小笠原早紀）、望月杏奈（夏川椎菜）、ROCO（中村溫姬）、七尾百合子（伊藤美來）、高山紗代子（駒形友梨）、松田亞利沙（村川梨衣）、高坂海美（上田麗奈）、中谷育（原嶋燈）、天空橋朋花（小岩井小鳥）、艾蜜莉·司徒亞特（郁原由宇）、北澤志保（雨宫天）、舞濱步（戶田惠）、木下日向（田村奈央）、矢吹可奈（木戶衣吹）、橫山奈緒（渡部優衣）、二階堂千鶴（野村香菜子）、馬場木實（高橋未奈美）、大神環（稻川英里）、豐川風花（末柄里惠）、宮尾美也（桐谷蝶蝶）、福田法子（濱崎奈奈）、真壁瑞希（阿部里果）、篠宮可憐（近藤唯）、百瀨莉緒（山口立花子）、永吉昴（齊藤佑圭）、北上麗花（平山笑美）、周防桃子（渡部惠子）、茱莉亞（愛美）、白石紬（南早紀）、櫻守歌織（香里有佐）
22. ↑  如月千早（今井麻美）、秋月律子（若林直美）、四條貴音（原由實）、水瀨伊織（釘宮理惠）、最上靜香（田所梓）、北澤志保（雨宫天）、茱莉亞（愛美）、白石紬（南早紀）、周防桃子（渡部惠子）、天空橋朋花（小岩井小鳥）、所惠美（藤井幸代）、永吉昴（齊藤佑圭）、二階堂千鶴（野村香菜子）、舞濱步（戶田惠）、真壁瑞希（阿部里果）、百瀨莉緒（山口立花子）、ROCO（中村溫姬）
23. ↑  聖克麗絲（金元壽子）、花園雪（今井麻美）、如月愛（MAKO）、桃崎雛（大久保瑠美）、兔川千櫻（野中藍）、結城若葉（內山夕實）

## 外部連結
- 今井麻美官方資料（页面存档备份，存于） - EARLY WING
- ★UBIQUITOUS★ASAMI IMAI（页面存档备份，存于） - 個人網誌
- 今井麻美 (asamingosu)的X（前Twitter）
- 今井麻美官方網站（页面存档备份，存于） - 5pb.Records